# François Boucher
Pour les articles homonymes, voir François Boucher (homonymie) et Boucher.
François Boucher, né le 29 septembre 1703 à Paris où il est mort le 30 mai 1770, est un peintre, dessinateur, graveur et décorateur français, représentatif du style rocaille.
Maître particulièrement prolifique, Boucher a abordé tous les genres : peinture religieuse, sujets mythologiques, scènes rustiques, paysages, animaux, décorations de monuments et de maisons particulières, modèles de tapisserie. C’est peut-être le plus célèbre peintre et artiste décoratif du XVIIIe siècle, dont on a pu dire qu’il était l’un des génies les plus purs. Il estime lui-même, un an avant sa mort, avoir produit plus de dix mille dessins. Il devient peintre de la cour de Louis XV, puis celui de Madame de Pompadour, dont il a peint plusieurs portraits et qui en fait son protégé. Sa carrière atteint son apogée lorsqu'il est nommé Premier peintre du Roi et directeur de l'Académie de peinture en 1765. Boucher a consacré beaucoup de son temps à des tableaux qui relèvent de genres mineurs, comme le paysage ou les pastorales galantes et rustiques, essentiellement destinés à la décoration intérieure, ce qui explique cette reconnaissance tardive.

## Biographie
Fils unique d’Élisabeth Lemesle et de Nicolas Boucher, maître peintre et dessinateur de l’Académie de Saint-Luc, il reçoit les premières leçons de son père, mais il montrait de telles dispositions que celui-ci décida de le faire travailler sous une direction plus qualifiée que la sienne.

### Formation
Vers 1720, à l'âge de 17 ans, il entre dans l’atelier de Lemoyne qui l’initie aux secrets de la peinture décorative et des grandes scènes mythologiques, dans lesquelles il est spécialisé,. Il ne resta que quelques mois dans cet atelier de Lemoyne.
Pour se procurer les ressources nécessaires pour vivre, il doit accepter des travaux de dessin du graveur et éditeur Jean-François Cars, pour lequel il produit ses premières gravures d’illustration, des titres de thèse, des images religieuses et des dessins pour l’illustration de livres de piété pour lesquelles il reçoit 60 livres par mois, non compris le logement et la table. Il se lie avec le fils de son employeur, Laurent Cars, à peu près de son âge. En 1721, il dessine des illustrations de livres pour Cars, et commence à pratiquer l’art de la gravure. Ses premiers essais décident le collectionneur Jean de Jullienne à lui passer commandes de gravures d'après Watteau.
Cette période de son apprentissage est des plus profitables à Boucher qui trouve dans les œuvres de Watteau, qui vient de mourir, en 1722, tous les éléments de sa propre inspiration,. Les 24 livres par jour que lui donne, à cette époque, Jullienne pour prix de son travail lui font la vie assez facile mais, très épris de son art, il veut entrer à I‘Académie et s’efforce de perfectionner sa technique, travaillant à la fois le dessin, la gravure et la peinture.
Il se forme également auprès de Sebastiano Ricci et Giovanni Antonio Pellegrini, actifs à Paris dans les années 1720.
En 1723, il concourt au prix de l’Académie de peinture, dont le sujet est « Evilmérodach, fils et successeur de Nabuchodonosor, délivré des chaines dans lesquelles son père le retenait depuis longtemps ». Il remporte le premier prix,. Âgé d’à peine vingt ans, il ne possède pas encore la faveur dont il jouira plus tard et l’opposition du duc d’Antin, directeur général des bâtiments, l’empêche d’obtenir son envoi à Rome comme pensionnaire du roi. En attendant qu’une pension puisse lui être attribuée pour l’Académie de France à Rome, il continue à graver pour Jullienne. En 1725, il expose pour la première fois, quelques tableaux à l'Exposition de la Jeunesse de la place Dauphine.

### Séjour à Rome
Deux ans plus tard, en 1727, ayant réuni quelque argent, et grâce à la générosité d’un tiers, il part pour Rome, comme élève libre, en compagnie de Carle Van Loo et de ses neveux François et Louis. Au début de juin 1728, le directeur de l’école de Rome, Nicolas Vleughels, signale leur arrivée à Rome au duc d’Antin, ajoutant : « Il y a encore un nommé Boucher, garçon simple et de beaucoup de mérite ; presque hors de la maison, il y avait encore un petit trou de chambre ; je l’ay fourré là […] Il est vrai que ce n’est qu’un trou, mais il est à couvert. » À peine arrivé, Boucher se met au travail, et, dès le 10 juin, le directeur signale son assiduité. En l’absence de dessins ou de tableaux que l’on puisse sûrement dater, à l’exception de quelques eaux-fortes gravées plus tard d’après ses études faites à Rome, il est impossible de retracer les étapes du séjour de Boucher en Italie, qui lui est néanmoins plus profitable que n’ont bien voulu le dire les détracteurs du rococo et partant, du style de Boucher.
Après un séjour de près de quatre années en Italie, il rentre à Paris, à la fin de 1731, ayant beaucoup travaillé et acquis une maîtrise qui frappe Vleughels, qui écrit à son sujet, dans une lettre du 5 mars 1732 : « C. Vanloo est un habile homme, et il n’est jamais sorti de l’Académie de meilleur sujet, si ce n’est un pauvre garçon qui, sous votre bon plaisir, resta quelques années à l’Académie, et qui est retourné à Paris très habile. » Et dans une autre lettre, datée du 14 août de cette même année, il le place, avec les Van Loo, Natoire et Bouchardon, au rang des meilleurs élèves de l’Académie.

### Les honneurs

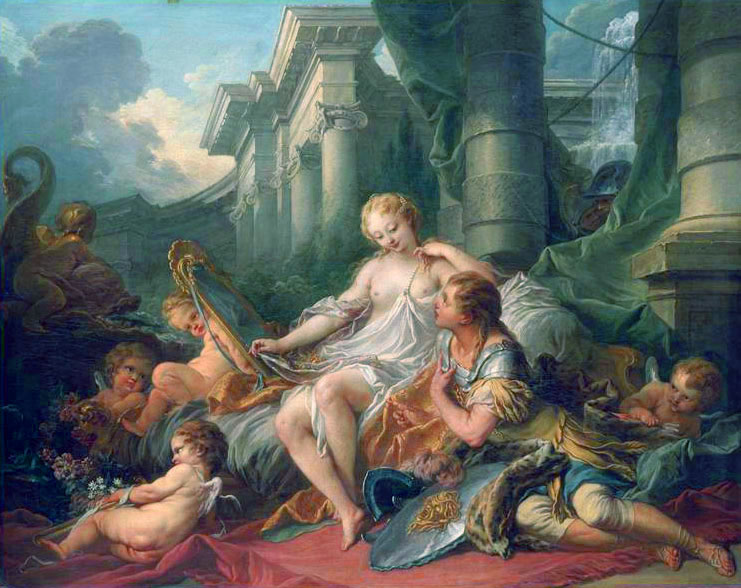
Renaud et Armide (1732), Paris, musée du Louvre.

Agréé dès son retour à l’Académie royale de peinture et de sculpture, le 24 novembre 1731, il devient immédiatement le peintre mondain, le portraitiste semi-officiel des femmes à la mode, épouses ou maîtresses des financiers, gagnant une fortune rapide et un renom considérable.

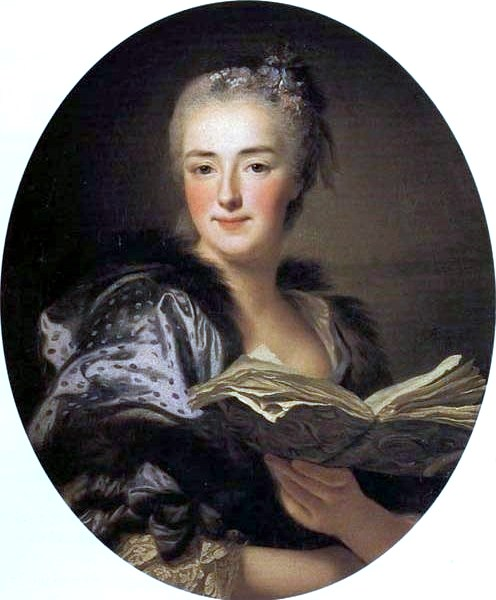
Alexandre Roslin, Portrait de Marie-Jeanne Buzeau, épouse de Boucher (1761), Munich, château Nymphenburg.

Les commandes commencent à affluer, et c’est de 1732 que date la réalisation de Renaud et Armide, inspiré de la Jérusalem délivrée du Tasse, où le modèle de la blonde Armide est Marie-Jeanne Buseau, la jeune fille de 17 ans qu’il épousera le 21 avril 1733. Au dire de ses contemporains, Marie-Jeanne est remarquablement jolie, et Boucher semble s’en être souvent inspiré dans ses créations de jeunes beautés radieuses et triomphantes. Elle pose également pour d'autres peintres de leur entourage, La Tour expose son portrait à son premier Salon en 1737, Lundberg fait d’elle un pastel paru au Salon de 1743, le peintre suédois Roslin expose son portrait au Salon de 1761, et Gabriel de Saint-Aubin en fait un croquis en marge de son exemplaire du Livret. De ce mariage naissent trois enfants, dont les deux filles épousent, le 7 avril 1758 à Saint-Germain-l'Auxerrois, les peintres Baudouin et Deshays. Marie-Jeanne Boucher travaille avec son mari, grave quelques-uns de ses dessins, et reproduit en miniature plusieurs de ses tableaux,.
Le 30 janvier 1734, il est reçu comme peintre d'histoire, à l’Académie royale sur présentation de son tableau de 1732, Renaud et Armide, aujourd’hui conservé au Louvre, et Oudry, à la direction de la Manufacture de Beauvais depuis 1734, l’appelle auprès de lui et lui demande plusieurs modèles au goût du jour. Le 2 juillet 1735, il est nommé, avec Carle Van Loo et Natoire, adjoint à professeur de l'Académie.
Même s'il a été marqué par le style du peintre Lemoyne, Boucher trouve vers 1736 son style propre en devenant, en peinture, le maître incontesté du style rocaille. Avec ses toiles principalement destinées à la décoration intérieure des demeure de la haute société parisienne (aristocratie et grande bourgeoisie), constituant des paires ou des séries,, il devient le peintre à la mode. Il obtient en 1745 la faveur de Madame de Pompadour dont il fera à plusieurs reprises, le portrait et composera pour elle ses œuvres les plus raffinées dans les années 1750, ainsi que des décors pour son château de Bellevue et pour son boudoir de Crécy. Il travaille également pour de hauts personnages de la cour, comme le duc de Penthièvre ou pour des souverains étrangers (Le Triomphe de Vénus en 1740 pour le roi de Suède ; La Modiste). Il est un grand ami du général Montmorency.

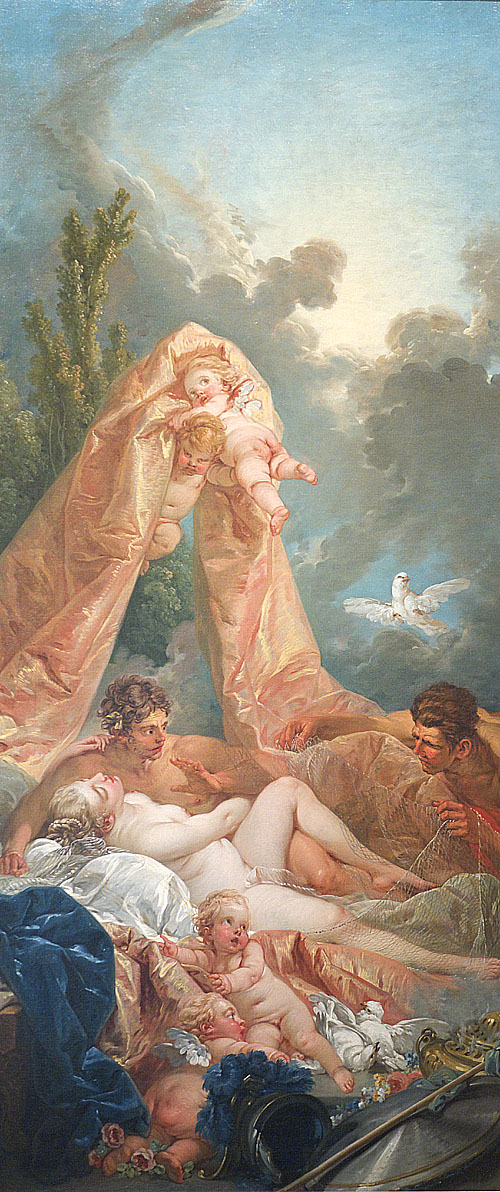
Mars et Vénus (vers 1754), Londres, Wallace Collection.

Membre de la célèbre goguette de la Société du Caveau, il y apporte souvent ses dessins pour les montrer. Ceux-ci, parfois, inspirent aux convives des sujets de chansons. Charles Pinot Duclos fait le pari de s'inspirer, pour écrire, d'estampes réalisées pour illustrer un texte de Tessin : Faunillane ou l’Infante jaune. Il compose alors le conte féerique Acajou et Zirphile.
Une série de quatre panneaux représentant les éléments, lui est commandée pour les portes du château de La Muette, pavillon de chasse  de Louis XV. Il a exécuté seulement l'eau Arion et le dauphin, à l'Université de Princeton, et la terre Vertumne et Pomone, au musée d'art de Columbus. Il n'y a aucune preuve qu'il ait réalisé l'Air et le Feu.
À la mort d'Oudry, en 1755, il reprend sa charge d'inspecteur à la Manufacture des Gobelins mais ne travaillera plus pour Beauvais. Il y livre d'importantes séries de cartons, qui connaîtront le même succès. En 1765, il succède à Carle Van Loo comme Premier peintre de Louis XV. Travaillant avec une extrême facilité, il se vante d'avoir gagné jusqu'à 50 000 francs par an. Il participe à la décoration des châteaux de Versailles et de Fontainebleau, à celle du cabinet des Médailles de la Bibliothèque nationale (1741-1746).

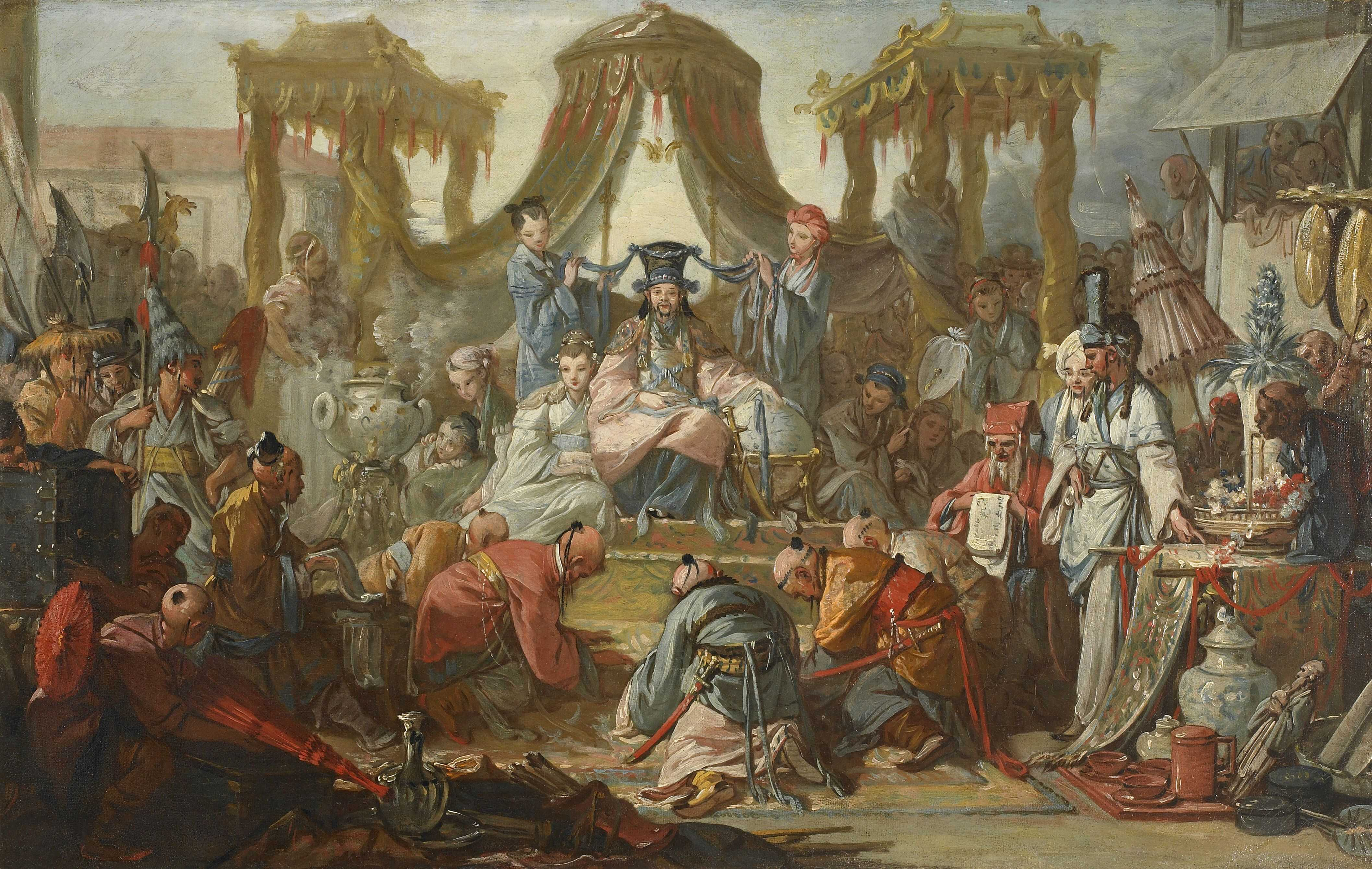
L'Audience de l'empereur de Chine (1742), Besançon, Musées des Beaux-Arts et d'Archéologie.

Il invente des décors pour le théâtre et l'opéra et donne aussi de nombreux modèles à la manufacture de Vincennes de 1750 à 1755 puis à la manufacture royale de Sèvres, essentiellement entre 1757 et 1767. Ses figures d'enfants, dits Enfants Boucher sont traduites sous forme de motifs peints ou de biscuits et également de petites pièces de tapisseries destinées à l'ameublement.

### Fin de carrière
Son style passe de mode avec l'arrivée du néoclassicisme vers 1760. Jusqu'à sa mort, en 1770, Boucher garde son style et expose ses œuvres au Salon, excepté lors de l'édition 1767.
Le jeune Jacques-Louis David est présenté à Boucher, qui est un cousin éloigné de sa mère, pour devenir son élève, mais celui-ci préfère le confier à Joseph-Marie Vien. Son fils Juste-Nathan Boucher est architecte et peintre d'ornement.

### L'inventeur des Chinoiseries

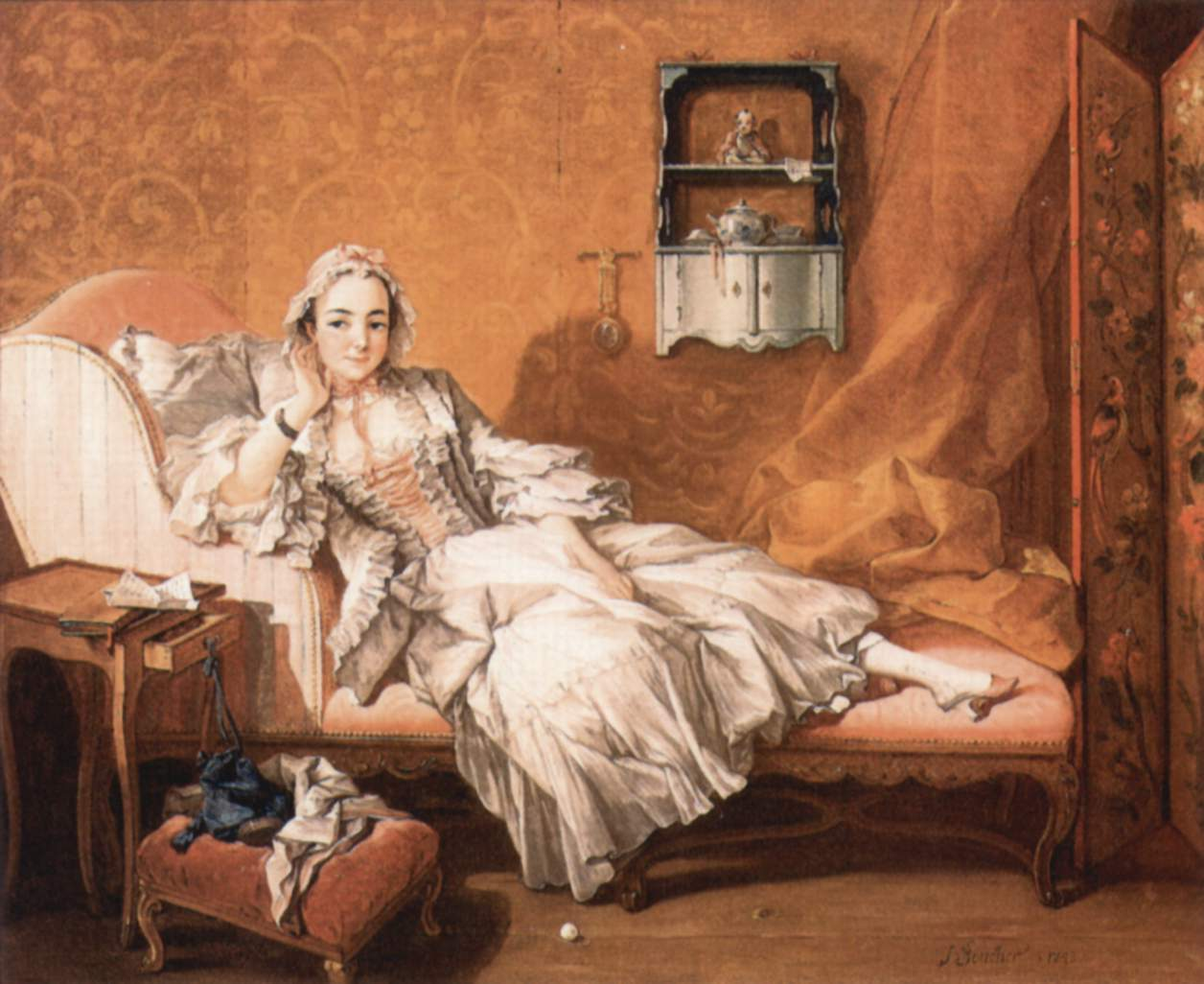
Femme allongée sur son divan par François Boucher. Frick Collection. New York.

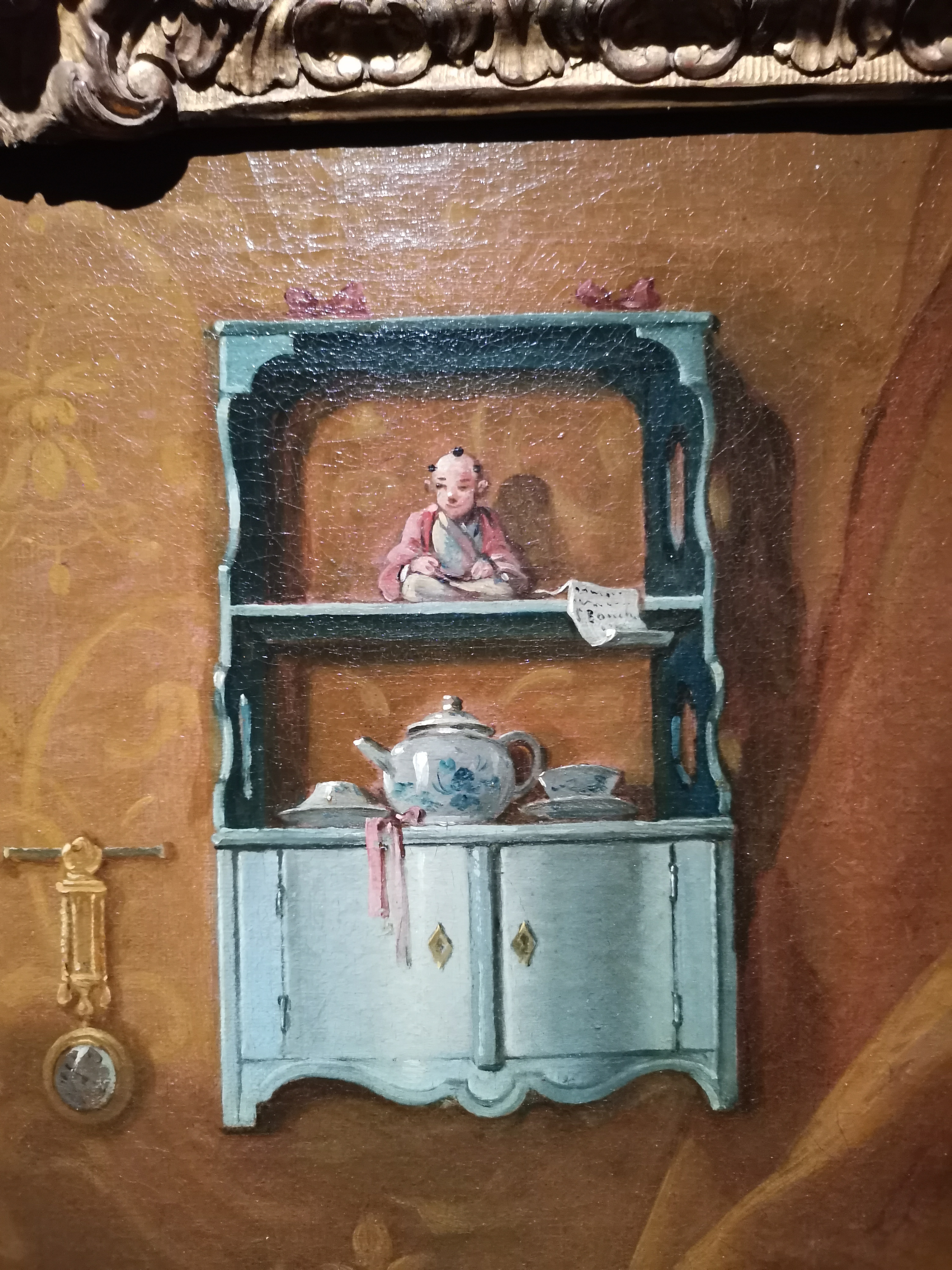
Détail de la chinoiserie dans Femme allongée, un poussah et une théière en porcelaine.

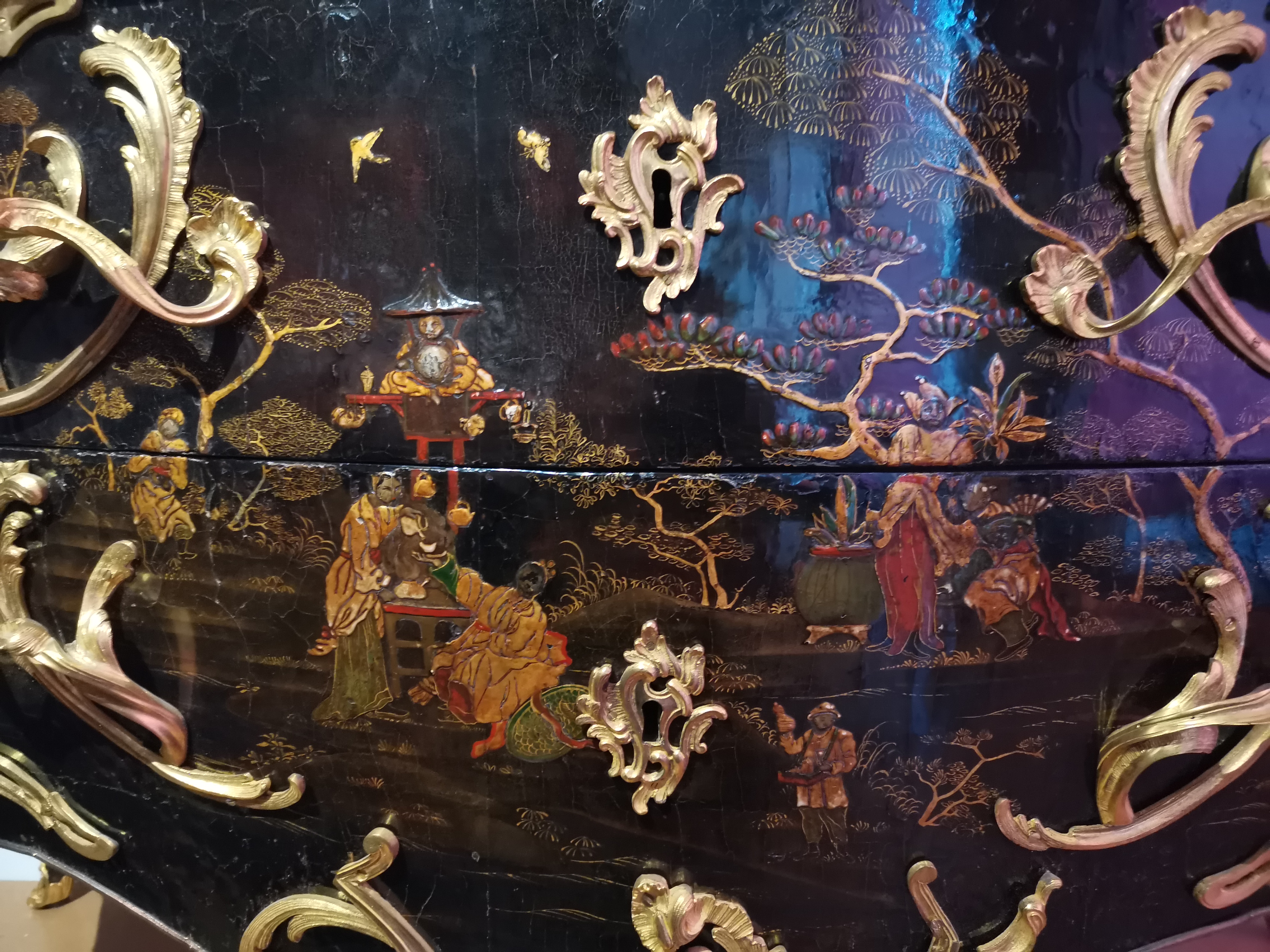
Détail d'un dessin de François Boucher en laque chinoise sur une commode estampillée Roussel vers 1740, Musée de Besançon.

Associé avec le marchand d'art Edme-François Gersaint, François Boucher est l'introducteur du goût pour les chinoiseries, des objets et des artéfacts venant de Chine, du Japon ou du royaume de Siam. Certains de ses objets apparaissent en second plan dans ses tableaux " La toilette, 1742" ( Museo Nacional Thyssen-Bornemisza, Madrid,) ou " Femme allongée au divan" (Frick Collection, New York). Sa collection est cataloguée en 700 lots et dispersée lors de la vente après son décès. Il réalise des dessins sur ces sujets, comme Le Jeu d'échecs chinois et, en 1742, il réalise dix tableaux, des huiles sur toile, pour la série dite de la « Tenture chinoise » pour la manufacture nationale de Beauvais. Celle-ci comprend Le Jardin chinois. Six cartons sont choisis par Jean-Baptiste Oudry pour être réalisés, les mises au format sont exécutées par le peintre Jean-Joseph Dumons. Au total 47 tapisseries seront réalisées en haute-lisse entre 1743 et 1776, cinq suites pour Louis XV et, en 1766 une des tentures est envoyée en cadeau à l'empereur de Chine Qianlong. Si François Boucher arrête de peindre des objets chinois dans ses tableaux après 1745, il continue à en acheter.

## Élèves
- Pierre Antoine Baudouin (1723-1769), qui devient son gendre en 1758, époux de Marie-Émilie
- Juste-Nathan Boucher, son fils
- Charles-Michel-Ange Challe
- Dominique Vivant Denon
- Jean-Baptiste Deshays de Colleville (1729-1765) qui devient son gendre en 1758
- Jean-Baptiste Le Prince
- Jean-Honoré Fragonard

## Opinions critiques

### Diderot
Denis Diderot commente les tableaux de Boucher dans ses Salons publiés à l'époque dans la Correspondance littéraire de Grimm. La conclusion du passage sur la Nativité de Boucher résume l'ambiguïté du jugement de l'auteur « […] faux […] ridicule […] Je ne serais pas fâché d'avoir ce tableau. Toutes les fois que vous viendriez chez moi, vous en diriez du mal, mais vous le regarderiez (p. 44) ». En 1761, même admiration et même réprobation : « Quelles couleurs ! quelle variété ! quelle richesse d'objets et d'idées ! Cet homme a tout, excepté la vérité ». […] Il est fait pour tourner la tête à deux sortes de gens ; son élégance, sa mignardise, sa galanterie romanesque, sa coquetterie, son goût, sa facilité, sa variété, son éclat, ses carnations fardées, sa débauche, doivent captiver les petits-maîtres, les petites femmes, les jeunes gens, les gens du monde, la foule de ceux qui sont étrangers au vrai goût, à la vérité, aux idées justes, à la sévérité de l'art ; comment résisteraient-ils au saillant, au libertinage, à l'éclat, aux pompons, aux tétons, aux fesses, à l'épigramme de Boucher. Les artistes qui voient jusqu'où cet homme a surmonté les difficultés de la peinture et pour qui c'est tout que ce mérite qui n'est guère bien connu que d'eux fléchissent le genou devant lui. C'est leur dieu. Les autres n'en font nul cas[source secondaire nécessaire].

### L'école de David
Pour Delécluze, élève de David, « Boucher […] était un peintre de talent, dont le goût fut perverti par celui qui régnait de son temps. Jamais les doctrines de l'art n'ont été plus faussées que pendant la vogue dont jouit Boucher pendant sa longue existence. » Cette opinion négative est affichée par toute l'école de David, dont le biographe, Miette de Villars, écrit « Boucher était le créateur d'une école qui a corrompu le goût ». L'opinion du maître lui-même, telle que rapportée par Hivert, était plus nuancée, bien qu'il ait réprouvé tant les sujets que leur traitement : « N'est pas un Boucher qui veut, disait dans ses moments de bonne humeur David ».

### Millet
Quand, au siècle suivant, le jeune Jean-François Millet découvre ses peintures dans les musées parisiens, il juge sévèrement les nus féminins de Boucher[source secondaire nécessaire] : 
« J'ai eu même de la répulsion très prononcée pour Boucher. Je voyais bien sa science, son talent, mais je ne pouvais comprendre ses sujets provocants et voir ses tristes femmes, sans songer combien tout cela était d'une pauvre nature. Boucher ne faisait pas des femmes nues, mais de petites créatures déshabillées : ce n'était pas la plantureuse exhibition des femmes de Titien, fières de leur beauté jusqu'à en faire parade, jusqu'à se montrer nues tant elles étaient sûres de leur puissance.

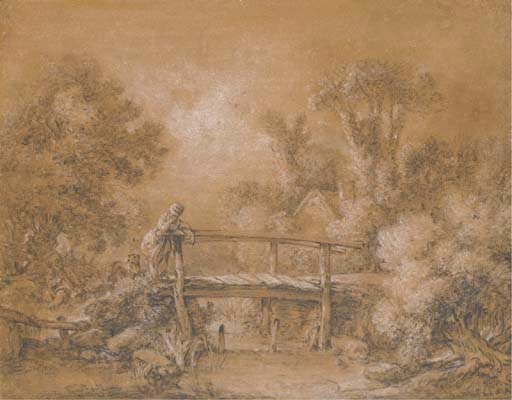
La Passerelle (vers 1760), collection particulière.

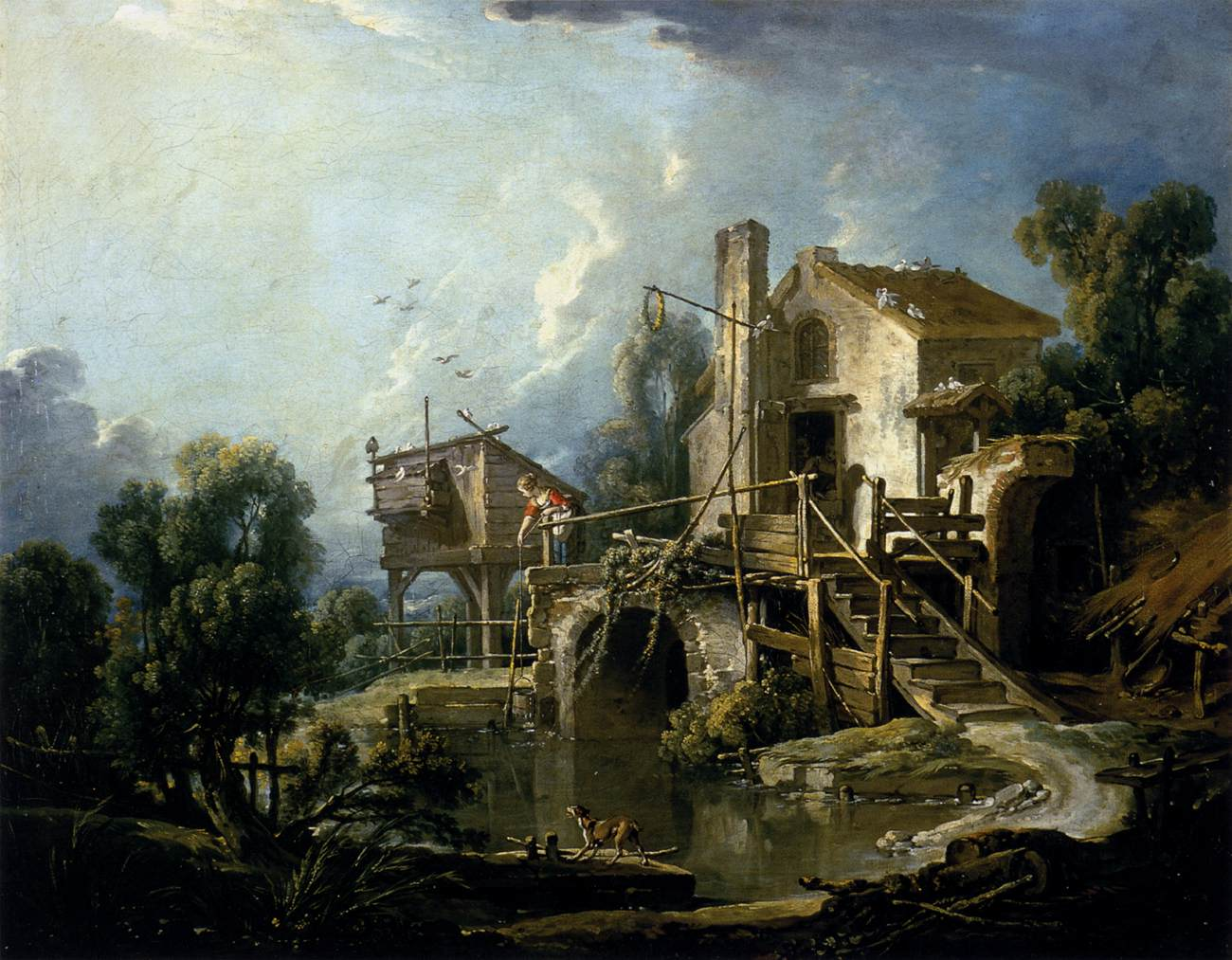
Moulin à Charenton (années 1750), musée des beaux-arts d'Orléans.

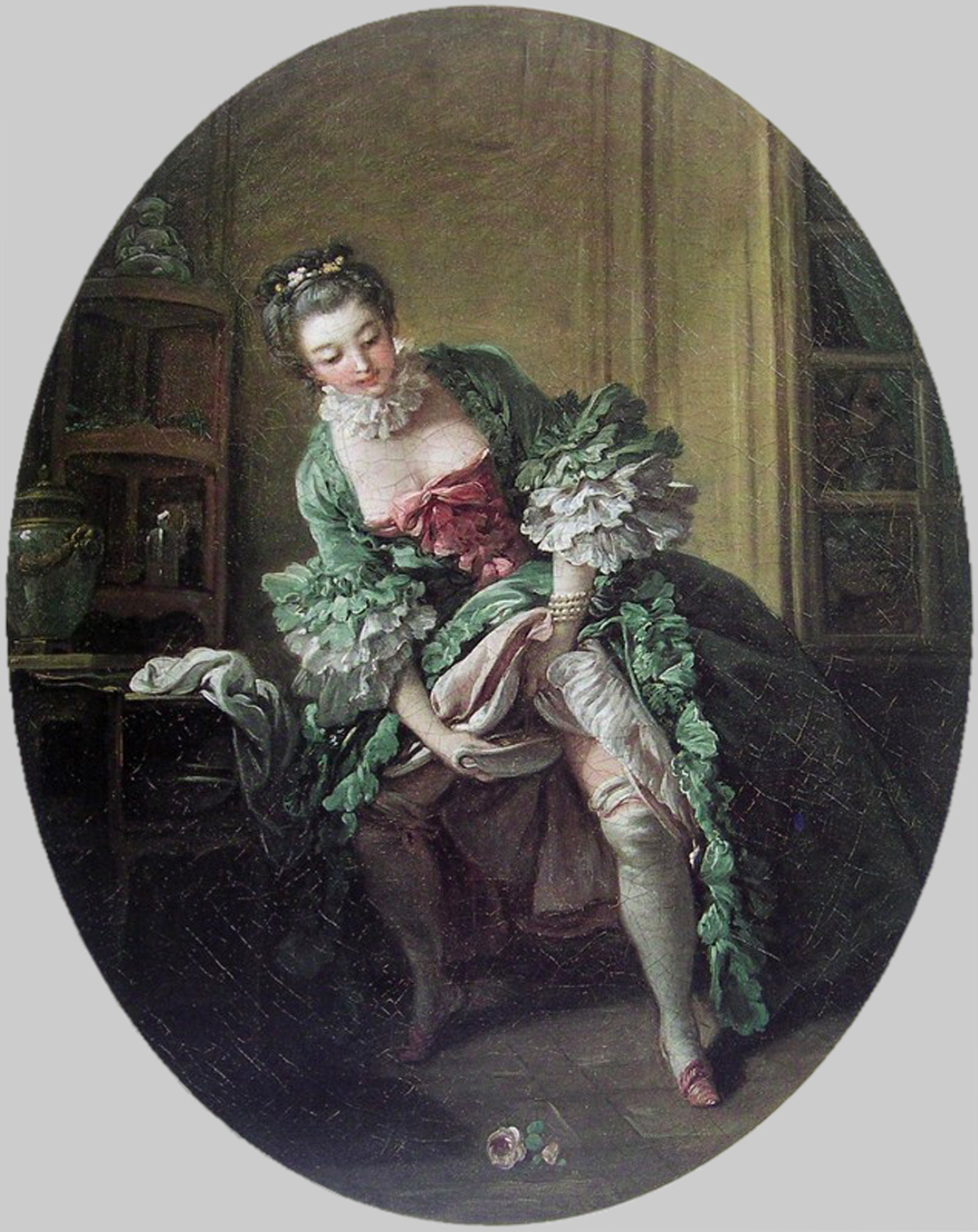
La Toilette intime (Une femme qui pisse) (années 1760), collection particulière.

À cela il n'y a rien à répondre ; ce n'est pas chaste, mais c'est fort, c'est grand par l'attraction féminine, c'est de l'art, et du bon. Mais les pauvres dames de Boucher, leurs jambes fluettes, leurs pieds meurtris dans le soulier à talons, leur taille amincie sous le corset, leurs mains inutiles, leurs gorges exsangues, tout cela me repoussait.

Devant la Diane de Boucher, qu'on copie tant au musée, je me figurais voir des marquises de ce temps qu'il s'était amusé à peindre dans un but peu recommandable et qu'il avait déshabillées et placées lui-même dans son atelier transformé en paysage. Je me reportais à la Diane chasseresse des Antiques, si belle, si noble et de la plus haute distinction de formes. Boucher n'était qu'un entraîneur. »

### Les Goncourt

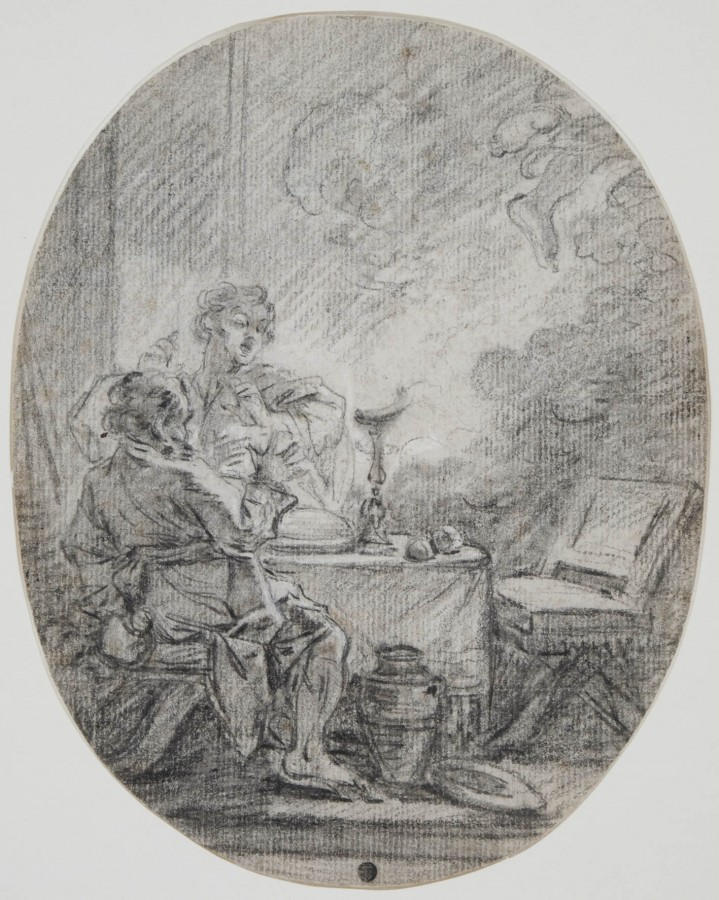
Les Pèlerins d'Emmaüs (vers 1765), collection particulière.

Les frères Goncourt tentent d'arriver à un jugement équilibré, considérant le succès extraordinaire de Boucher et les objections de ses critiques. « Boucher est un de ces hommes qui signifient le goût d'un siècle, qui l'expriment, le personnifient et l'incarnent [p. 177] ». Malgré leur admiration, ils concluent[source secondaire nécessaire] : « Il est simplement un peintre original et grandement doué, à qui il a manqué une qualité supérieure, le signe de race des grands peintres : la distinction. Il a une manière et n'a pas de style. […] La vulgarité élégante, voilà la signature de Boucher. […] Pour tout dire et oser un terme de l'argot des ateliers qui peint un peu durement son talent : il est « canaille » ».

## Œuvre

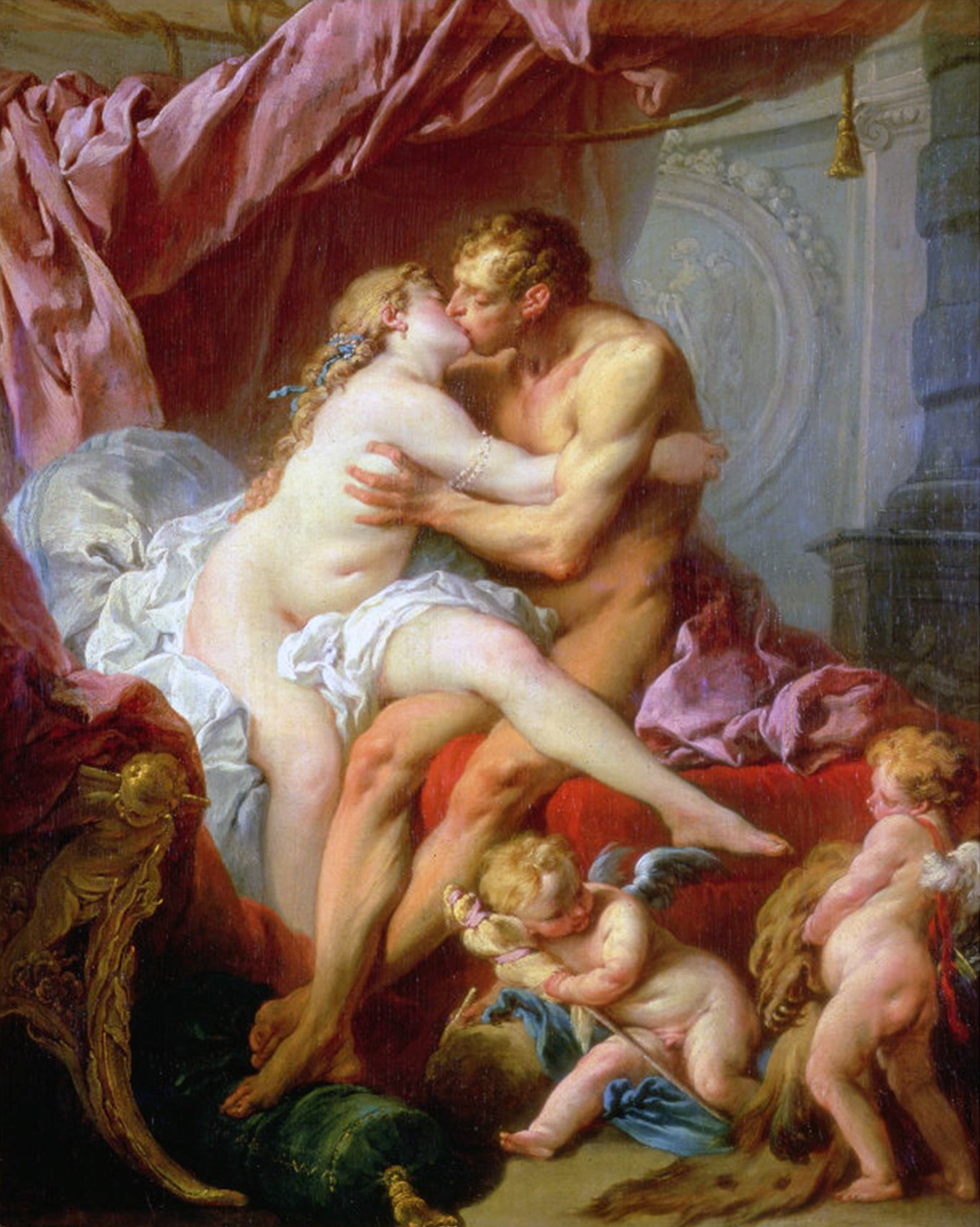
Hercule et Omphale (1735), Moscou, musée des Beaux-Arts Pouchkine.

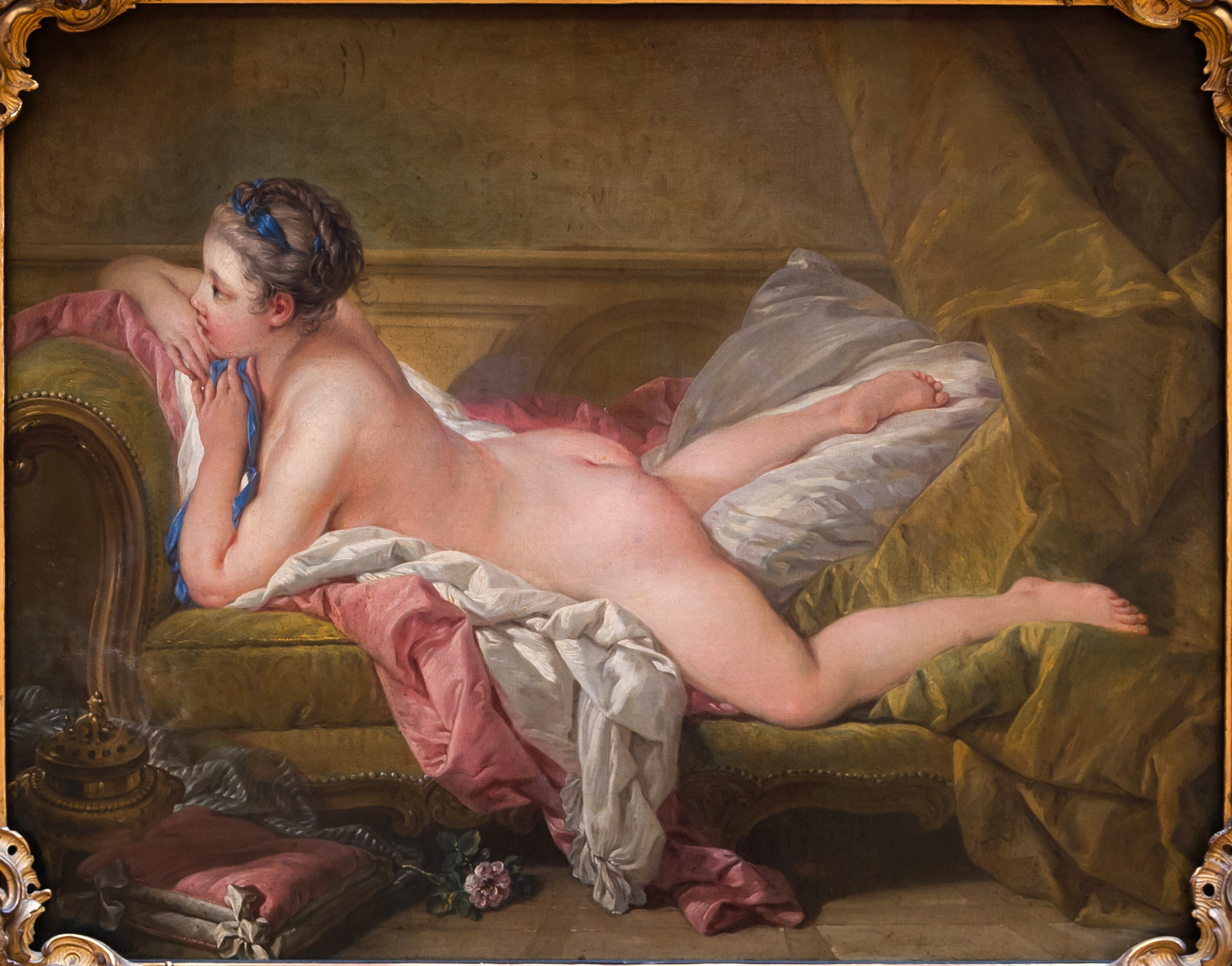
Portrait présumé de Marie-Louise O'Murphy (1752), Munich, Alte Pinakothek.

Boucher ne cherche pas à reproduire la réalité. C'est un peintre précieux et sensuel, utilisant des coloris brillants, des lignes serpentines et une profusion d'accessoires pittoresques. Sa prédilection pour les nus féminins lui vaut, de son vivant, le surnom de « peintre des Grâces ».
Il puise son inspiration dans l'univers poétique de la mythologie d'Ovide (L'Enlèvement d'Europe) et des scènes pastorales. Il peint aussi des scènes de la vie familiale (Le Déjeuner, des paysages (Paysage près de Beauvais ; Le Moulin), des portraits et des tableaux religieux.

### Peinture
- Le Jugement de Suzanne, 1720-1721, Ottawa, musée des beaux-arts du Canada.
- Rébecca recevant les présents d'Abraham, 1725, musée des beaux-arts de Strasbourg.

Voyage à Rome en 1727
- Les Lavandières, vers 1730, huile sur toile, musée d'Art Roger-Quilliot, Clermont-Ferrand.

Retour d'Italie fin 1731
- Vénus demande à Vulcain des armes pour Énée, 1732, 252 × 175 cm, Paris, musée du Louvre[26].
- Aurore et Céphale, 1733, huile sur toile, 250 × 175 cm, musée des beaux-arts de Nancy.

L'année de son entrée à l'Académie, en 1734, il reçoit commande de quatre grisailles : La Charité, L’Abondance, La Fidélité, La Prudence, en place dans la chambre de la reine, au château de Versailles.
À la même époque, il peint plusieurs tableaux d’intérieurs du genre de ceux mis à la mode par Chardin, La Belle Cuisinière, gravé par Aveline, un Autoportrait dans son intérieur, sujet repris dans un autre tableau plus considérable, mais moins intime.
- Hercule et Omphale, 1735, huile sur toile, 90 × 74 cm, musée des beaux-arts Pouchkine, Moscou.

Maître du style rocaille
- La Chasse au léopard, 1736, huile sur toile, 183 × 128,5 cm, musée de Picardie, Amiens.
- Le Galant Colporteur, 1738 ?, huile sur toile, 161 × 161 cm, Gray, musée Baron-Martin.
- Pastorale  ou Berger gardant ses moutons,1739 ?, huile sur toile, 89 x 121,5 cm, musée des Beaux-Arts de Caen[27].
- La Chasse au crocodile, 1739, huile sur toile, 183 × 128,5 cm, musée de Picardie, Amiens.
- Le Déjeuner, 1739, musée du Louvre, Paris.
- La Forêt, 1740, musée du Louvre, Paris.
- La Toilette intime, 1741, 52,5 × 66,5 cm, musée Thyssen-Bornemisza, Madrid.
- Paysage près de Beauvais (1740-1742) 49 × 58 cm, musée de l'Ermitage, Saint-Pétersbourg.
- Diane sortant du bain, 1742, musée du Louvre, Paris.
- Le Repos des nymphes au retour de la chasse, dit aussi Le Retour de Diane chasseresse, 1745, huile sur toile, musée Cognacq-Jay, Paris.
- L'Odalisque, 1746, musée du Louvre, Paris.
- La Marchande de mode, 1746, huile sur toile, 64 × 34 cm, Nationalmuseum, Stockholm.
- Le Triomphe de Vénus, Nationalmuseum, Stockholm.
- Un été pastoral, 1749, Wallace Collection, Londres.
- Un automne pastoral, 1749, Wallace Collection, Londres.
- L'Assomption, v. 1750, huile sur toile, 112 x 61 cm, Dijon, musée des beaux-arts de Dijon[28].
- La Nativité (1750 pour la Marquise de Pompadour), musée des beaux-arts de Lyon.
- La Lumière du monde, 1750, huile sur toile, 175 × 130 cm, provient de la chapelle privée de Madame de Pompadour au château de Bellevue, musée des beaux-arts de Lyon.
- Le Sommeil interrompu, 1750, huile sur toile, New York, Metropolitan museum of art.
- La Toilette de Vénus, 1751, pour la marquise de Pompadour, New York, Metropolitan Museum of Art.
- Vénus consolée par l'Amour, (1751 pour la marquise de Pompadour, New York, Metropolitan Museum of Art.
- Le Petit joueur de cornemuse et La Petite beurrière, 1751, pour la marquise de Pompadour, domaine du parc de Sceaux.
- Jeune garçon abreuvant son chien et La Petite bouvière, 1751, pour la marquise de Pompadour, domaine du parc de Sceaux.
- Garçon à la marionnette et La Fileuse, 1751, pour la marquise de Pompadour, domaine du parc de Sceaux
- L'Amusement de la Bergère et La Jardinière, 1751, pour la marquise de Pompadour, domaine du parc de Sceaux[29].
- Le Moulin, 1751, musée du Louvre, Paris.
- L'Odalisque blonde, ou Mademoiselle O'Murphy (en référence à son modèle), ou Jeune Fille couchée, 1751, huile sur toile, 59 × 73 cm, Alte Pinakothek, Munich.
- L'Odalisque blonde ou Jeune fille couchée, 1752, huile sur toile, 59,5 × 73,5 cm, Wallraf-Richartz Museum, Cologne.
- L'Odalisque brune, années 1740, huile sur toile, 53,5 × 64,5 cm, musée du Louvre, Paris[30].
- Le Lever du soleil et Le Coucher du soleil, 1753, pour la marquise de Pompadour, Londres, Wallace Collection.
- La Naissance de Vénus ou Vénus, 1754, Londres, Wallace Collection.
- Les Quatre Saisons, 1755, pour la marquise de Pompadour, New York, Frick Collection.
- Saint Jean-Baptiste au désert, Dijon, musée Magnin.
- Madame de Pompadour, 1756, Édimbourg, National Gallery of Scotland.
- La Pêche à la ligne, 1767, Grand Trianon, Versailles.
- Les Forges de Vulcain, 1757, musée du Louvre, Paris ;
- La Nymphe Callisto, séduite par Jupiter sous les traits de Diane, 1759, musée d'art Nelson-Atkins, Kansas City.
- L'Assomption de la Vierge, vers 1758-1760, musée des beaux-arts de Montréal.
- Rodogune, 1761, collection particulière[31].
- Les Génies des arts, 1761, musée des beaux-arts d'Angers.
- L'Offrande à la villageoise, 1761, Grande-Bretagne, collection particulière[réf. nécessaire].
- L'Aimable pastorale, 1761, Grande-Bretagne, collection particulière[réf. nécessaire].
- La Jardinière endormie, 1762, 229 × 89 cm, Grande-Bretagne, particulière[réf. nécessaire].
- La Mort de Socrate, 1762, Musée de Tessé, Le Mans.
- Marie-Josèphe de Saxe, Dauphine (non datée), huile sur toile marouflée sur bois, 66,4 x 53,3 cm, Musée de la civilisation, collection du Séminaire de Québec, Québec

Premier peintre du roi Louis XV en 1765
- Le Départ du courrier, 1765, huile sur toile, 32,2 × 26,5 cm, Metropolitan Museum of Art, New York.
- Charmes de la vie champêtre, musée du Louvre, Paris.
- Annette et Lubin, Galerie nationale d'art ancien, Rome.
- Le Repas de chasse, esquisse, huile sur toile, 61 × 40 cm, musée du Louvre, Paris.
- L'Enlèvement d'Europe, 1747, musée du Louvre, Paris.
- Madame Adélaïde (non datée), huile sur toile marouflée sur bois, 66,4 x 53,5 cm, Musée de la civilisation, collection du Séminaire de Québec, Québec. C'est un portrait de Marie Adélaïde de France, fille de Louis XV.
- Madame Louise, fille de Louis XV (non datée), huile sur toile marouflée sur bois, 66,5 x 53,6 cm, Musée de la civilisation, collection du Séminaire de Québec, Québec
- Madame Victoire, fille de Louis XV (non datée), huile sur toile marouflée sur bois, 66,5 x 53,5 cm, Musée de la civilisation, collection du Séminaire de Québec, Québec

Il a donné de nombreux cartons et modèles pour les manufactures royales de tapisserie et de porcelaine.

Œuvres de François Boucher
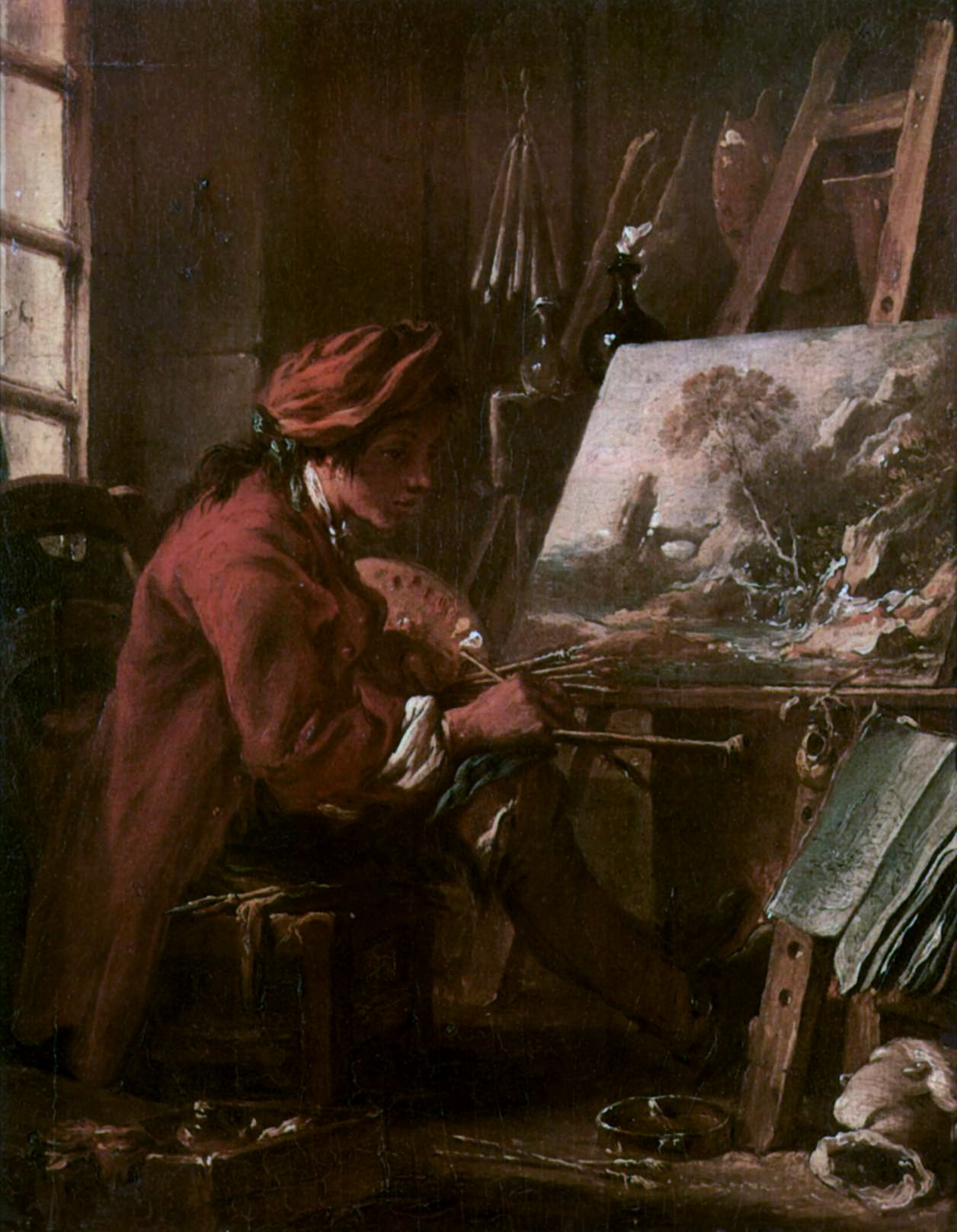
Le Peintre dans son atelier (1720), Paris, musée du Louvre.
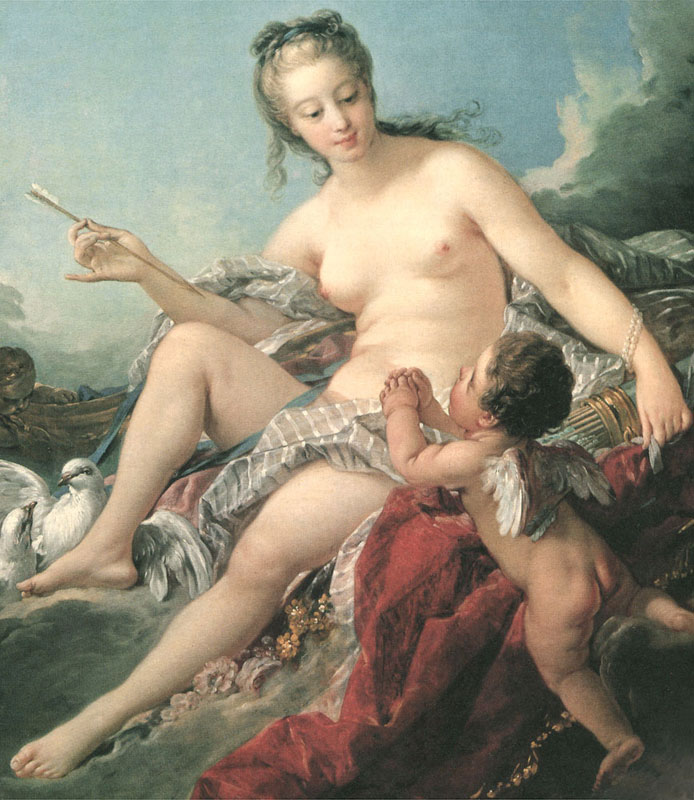
L'Amour désarmé (1730-1733), Honolulu Museum of Art.
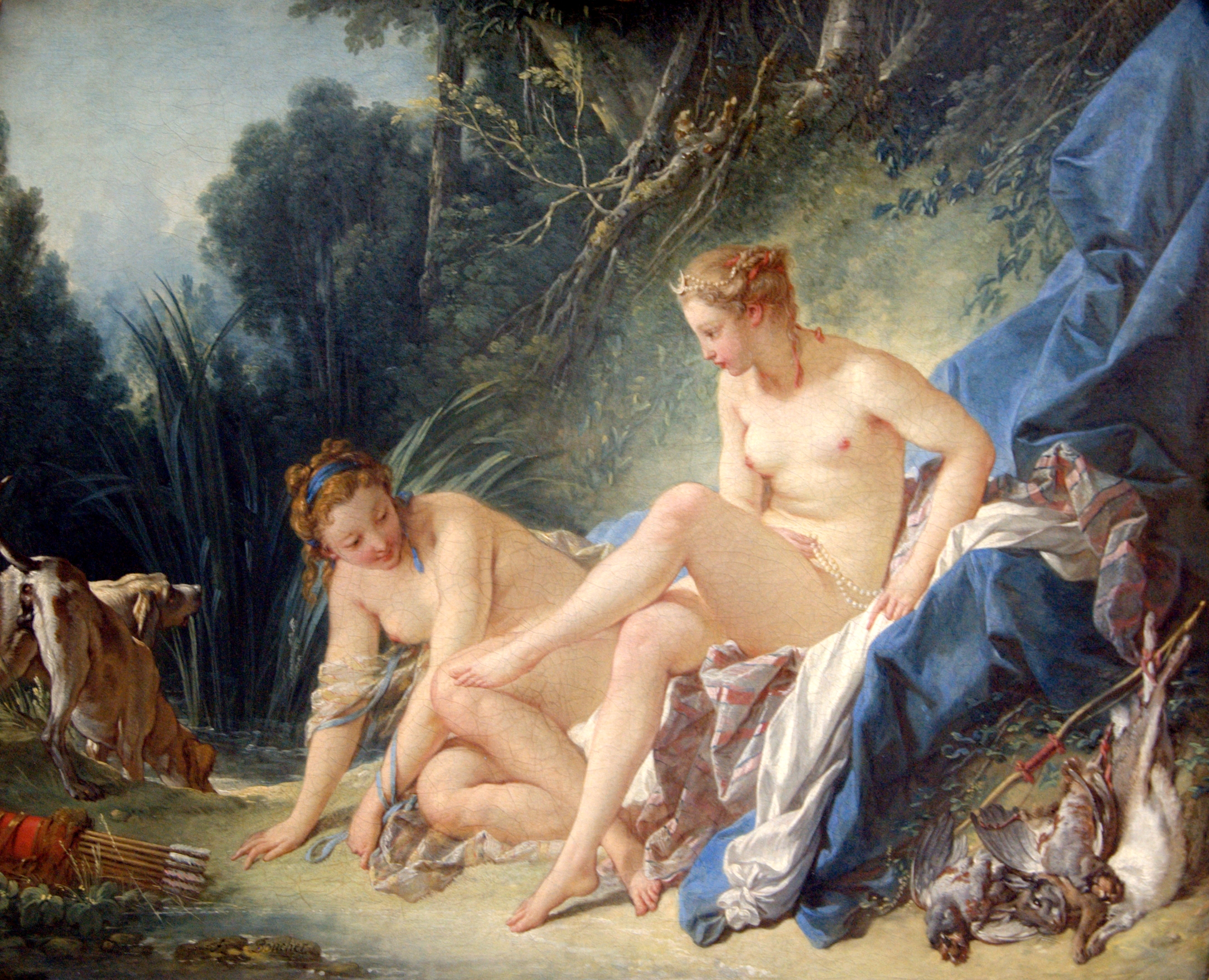
Diane sortant du bain (1742), Paris, musée du Louvre.
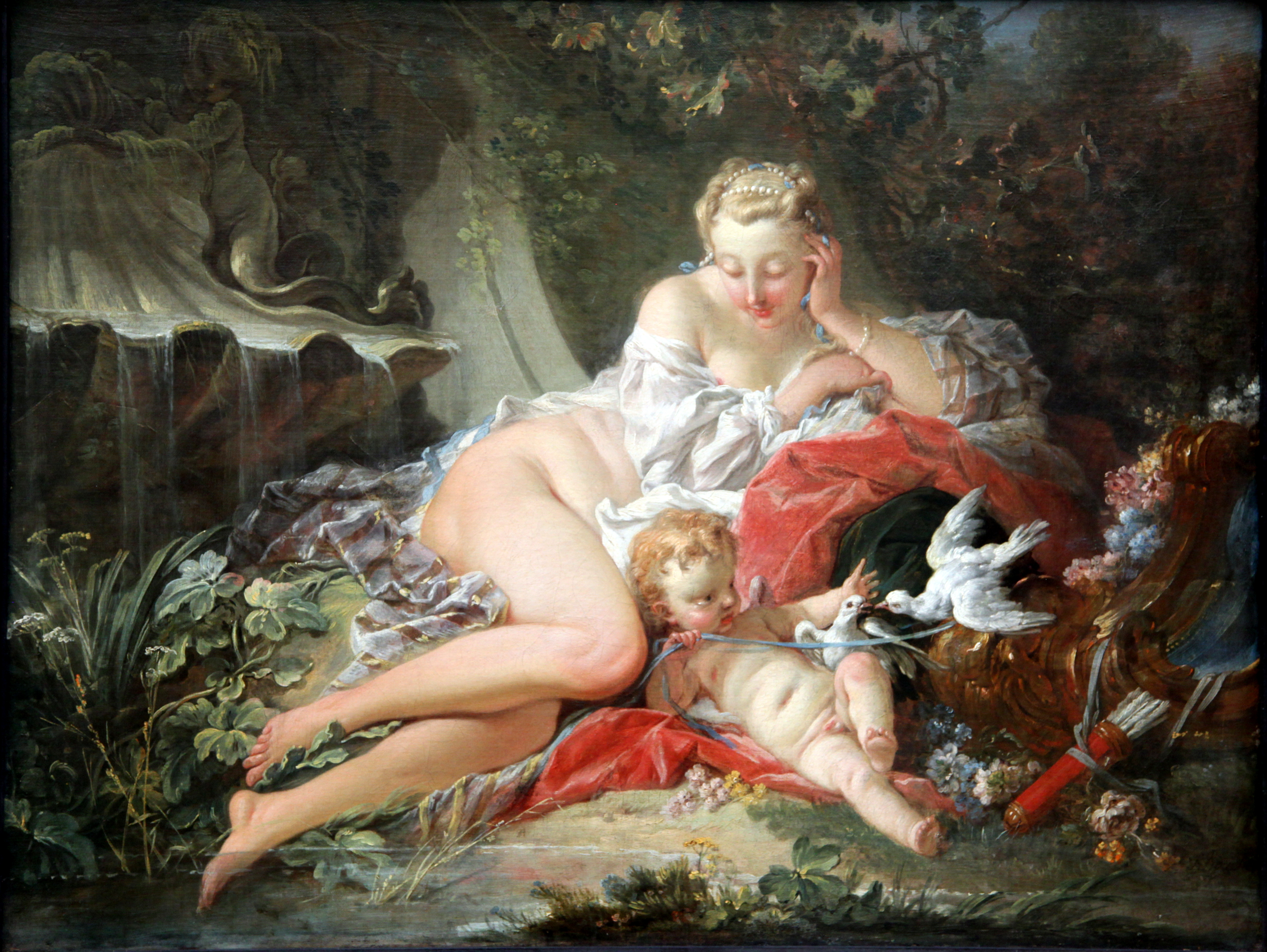
Vénus et Amour (1742), Berlin, Gemäldegalerie.
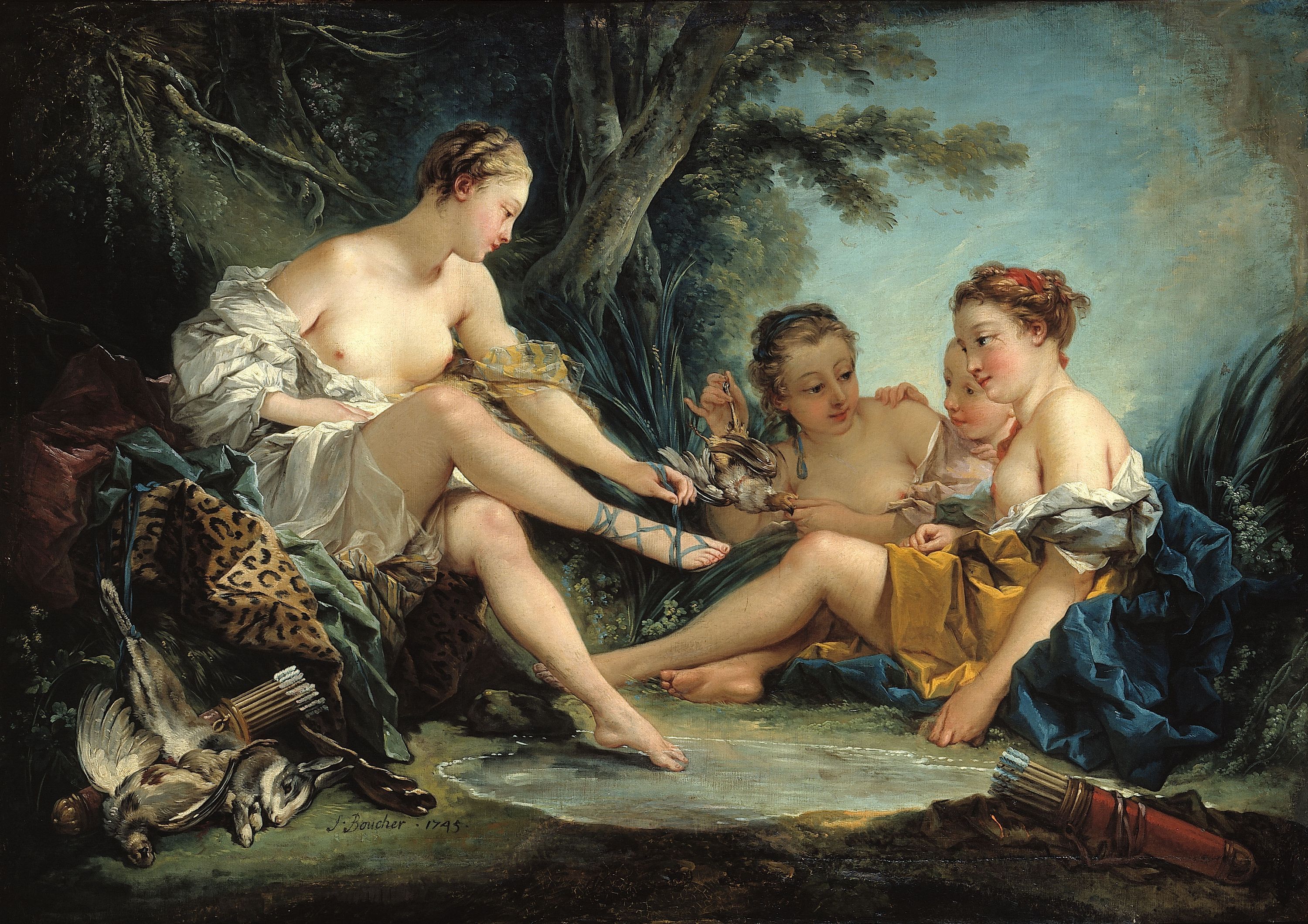
Le Retour de Diane chasseresse (1745), Paris, musée Cognacq-Jay.
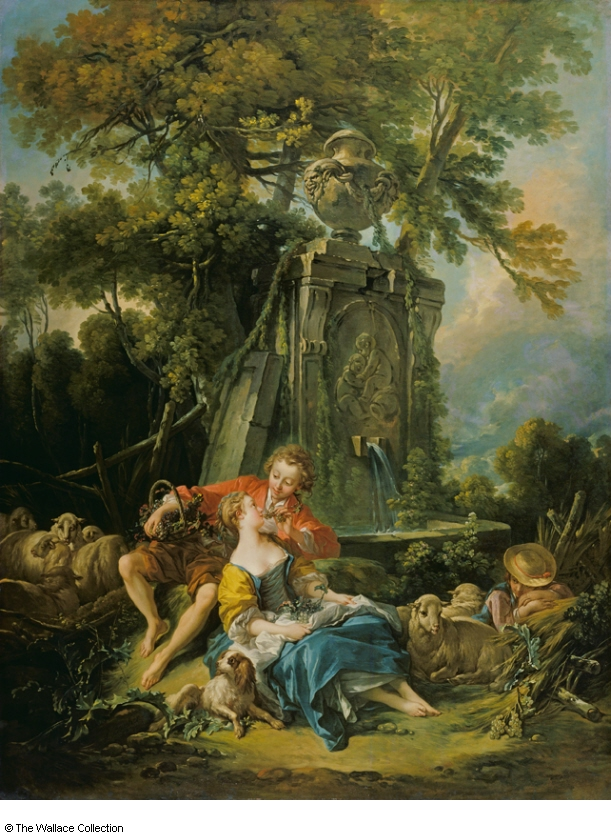
Un automne pastoral (1749), Londres, Wallace Collection.
L'Odalisque brune (vers 1745), Paris, musée du Louvre.
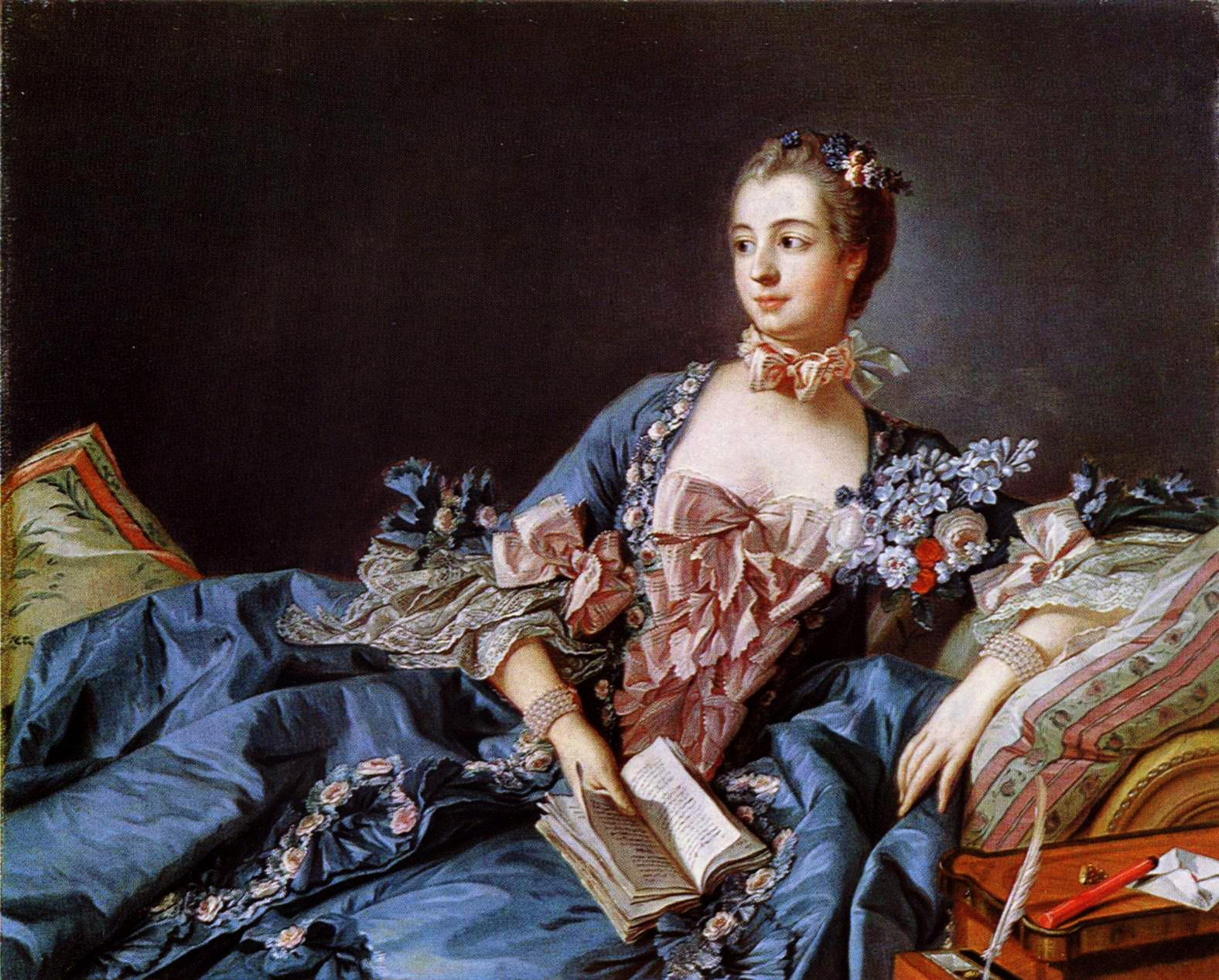
Madame de Pompadour (1750-1758), Édimbourg, Galerie nationale d'Écosse.
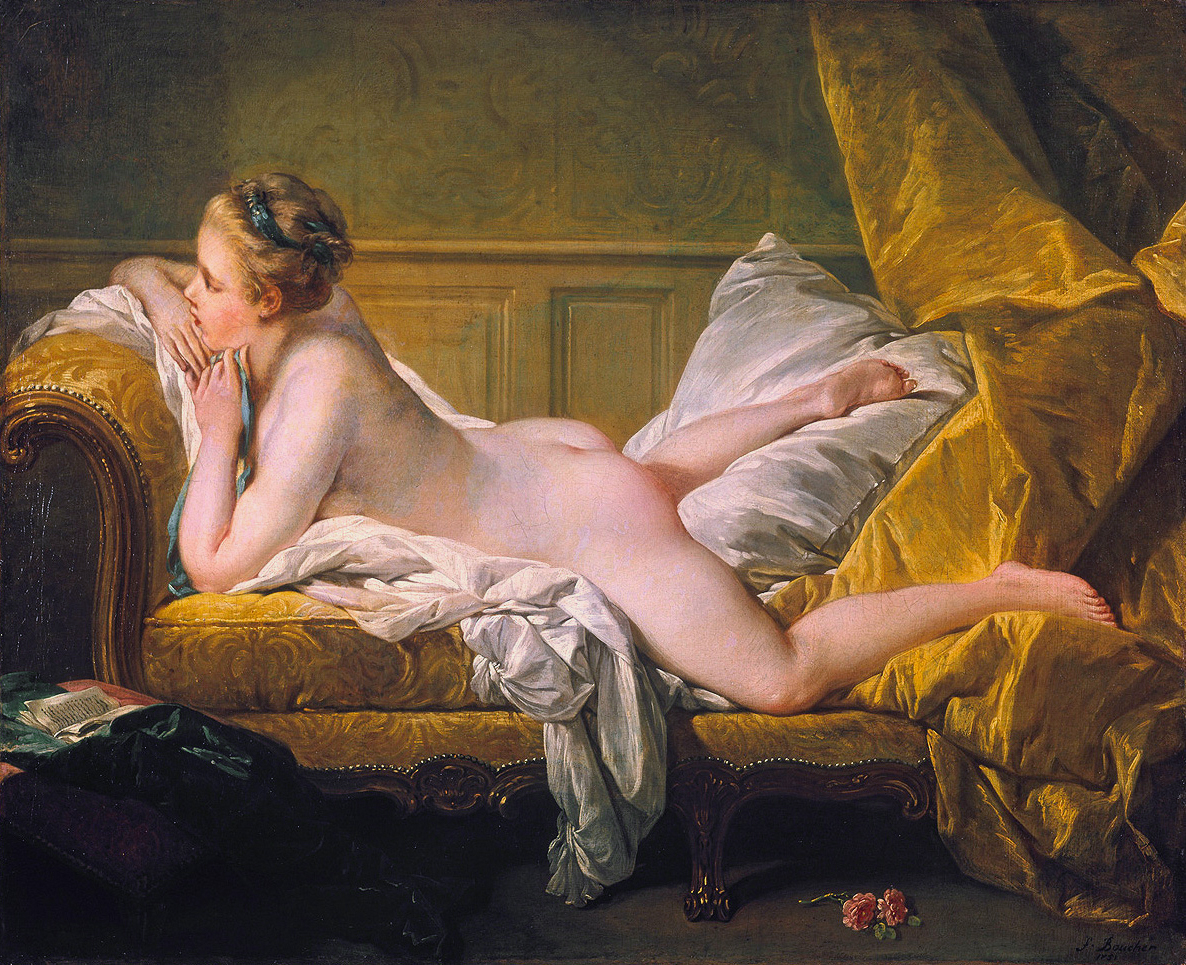
L'Odalisque blonde (1751), Cologne, musée Wallraf Richartz.
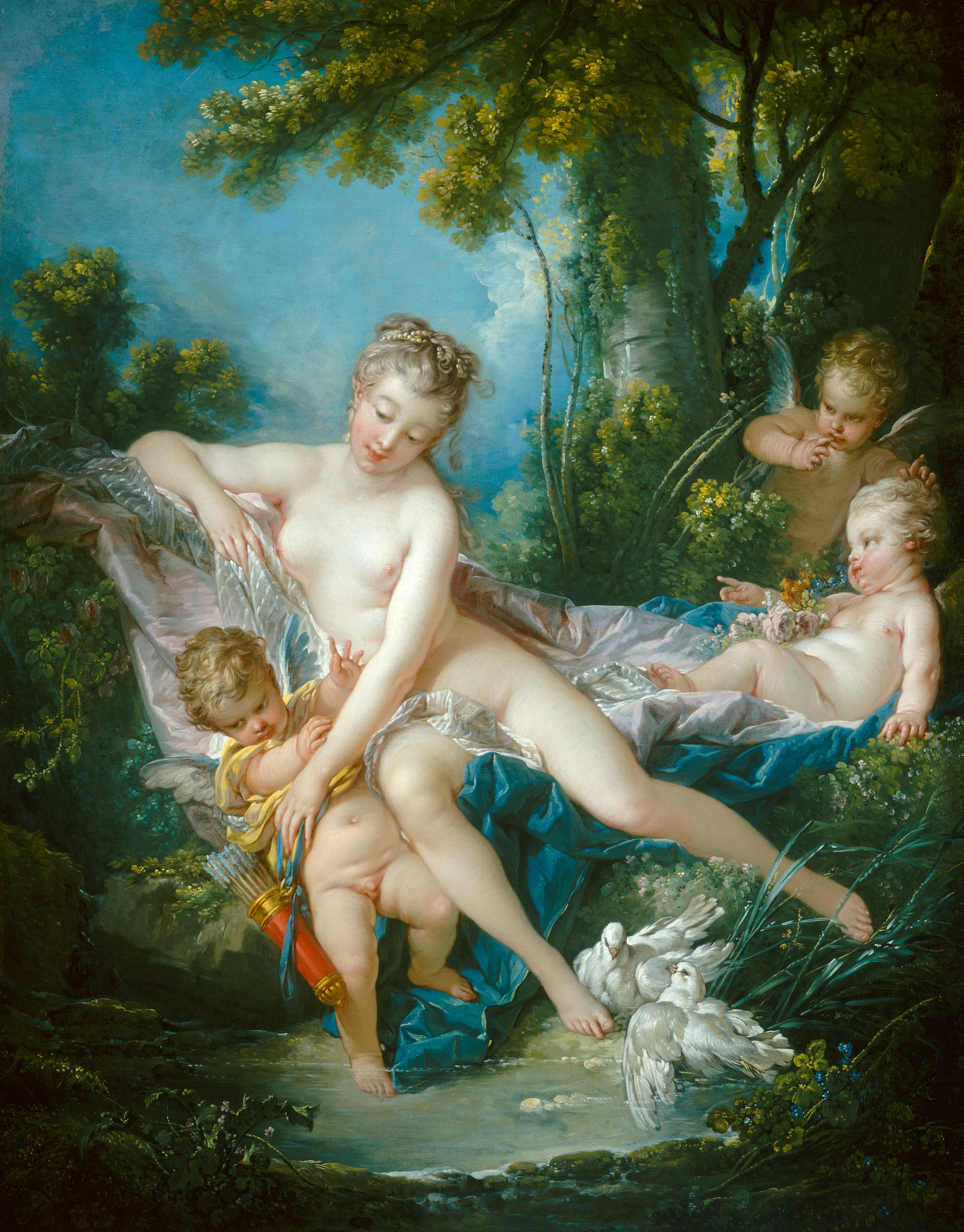
Le Bain de Vénus (1751), Washington, National Gallery of Art.
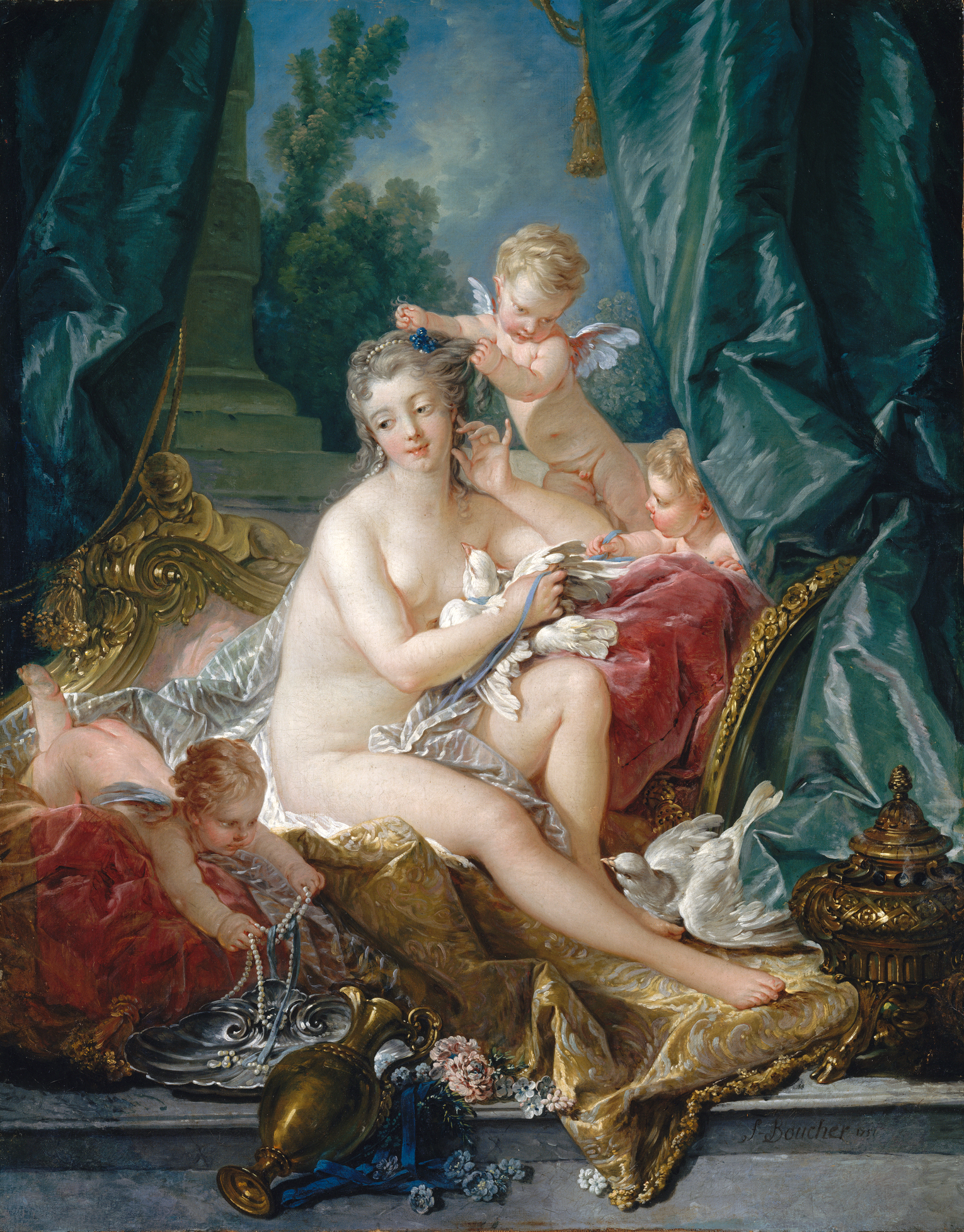
La Toilette de Vénus (1751), New York, Metropolitan Museum of Art.
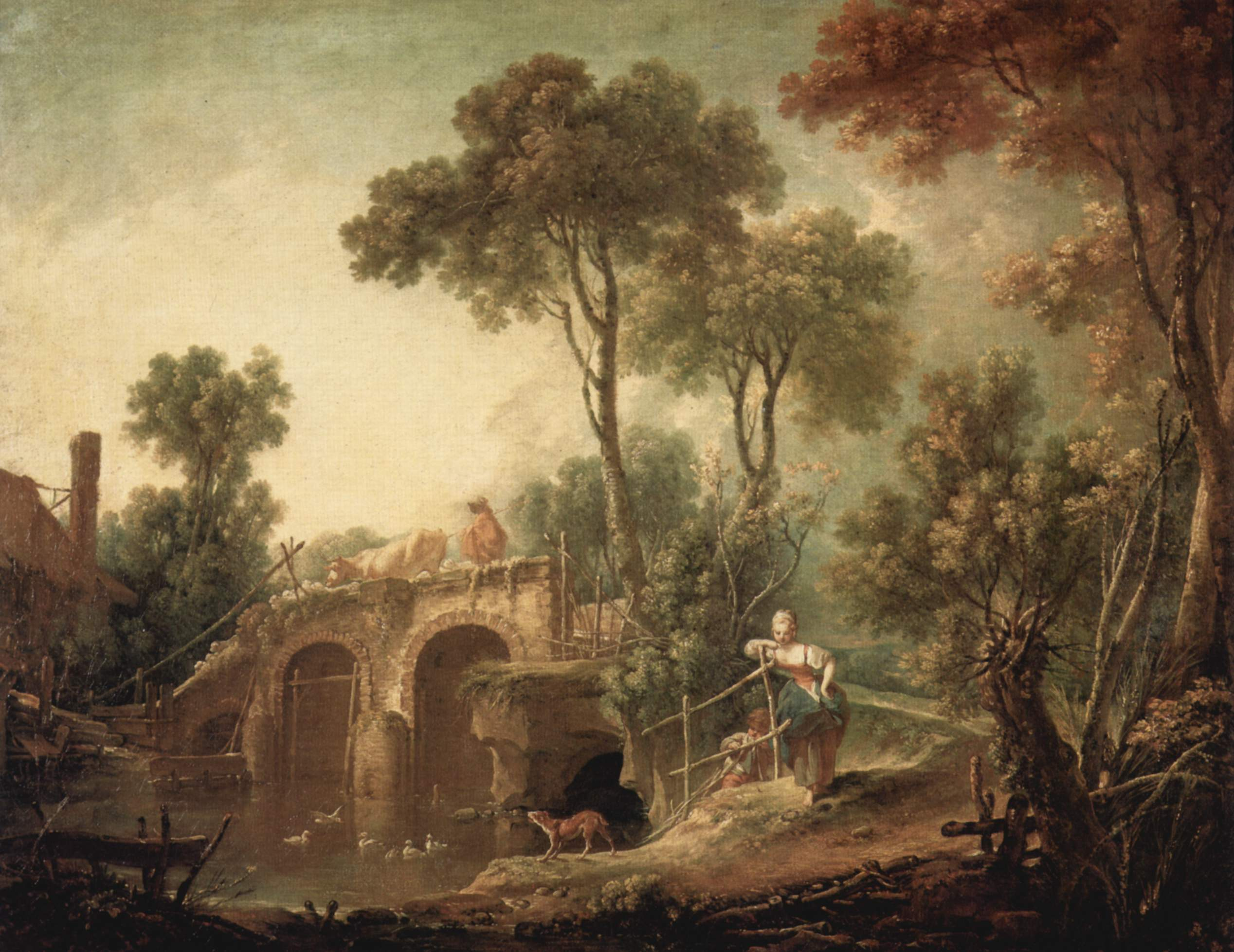
Le Pont (1751), Paris, musée du Louvre.
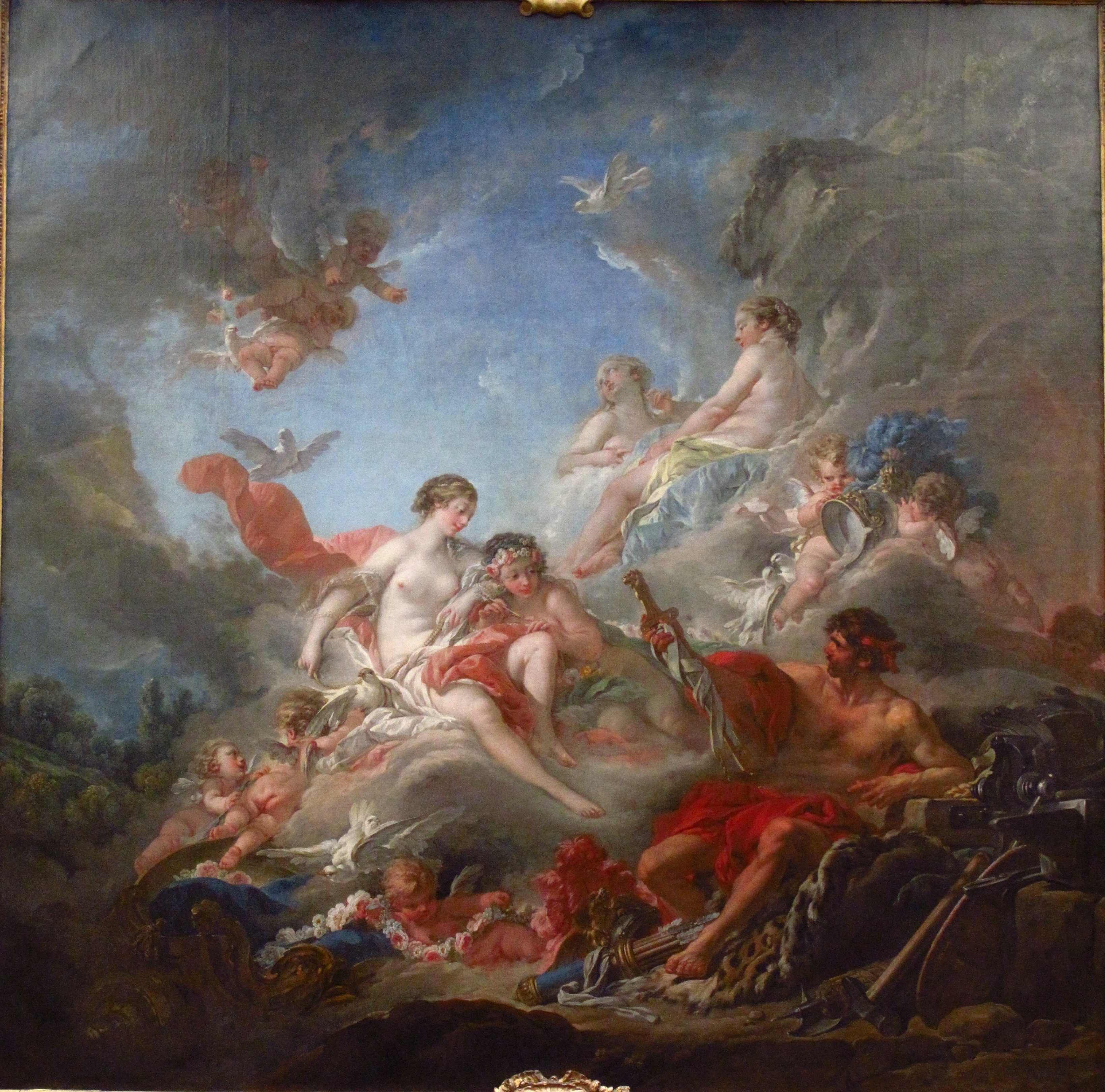
Les Forges de Vulcain (1757), Paris, musée du Louvre.
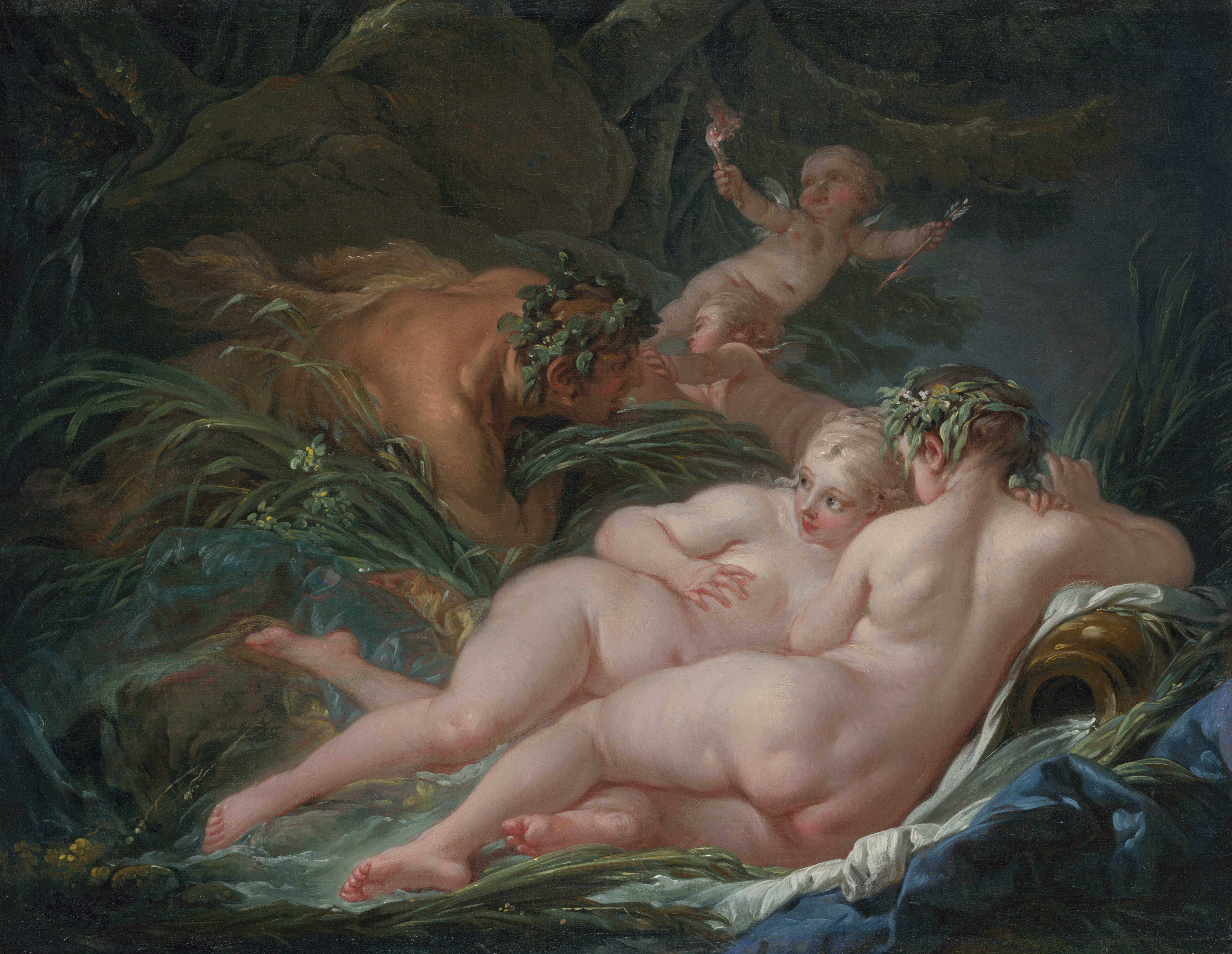
Pan et Syrinx (1759), Londres, National Gallery.
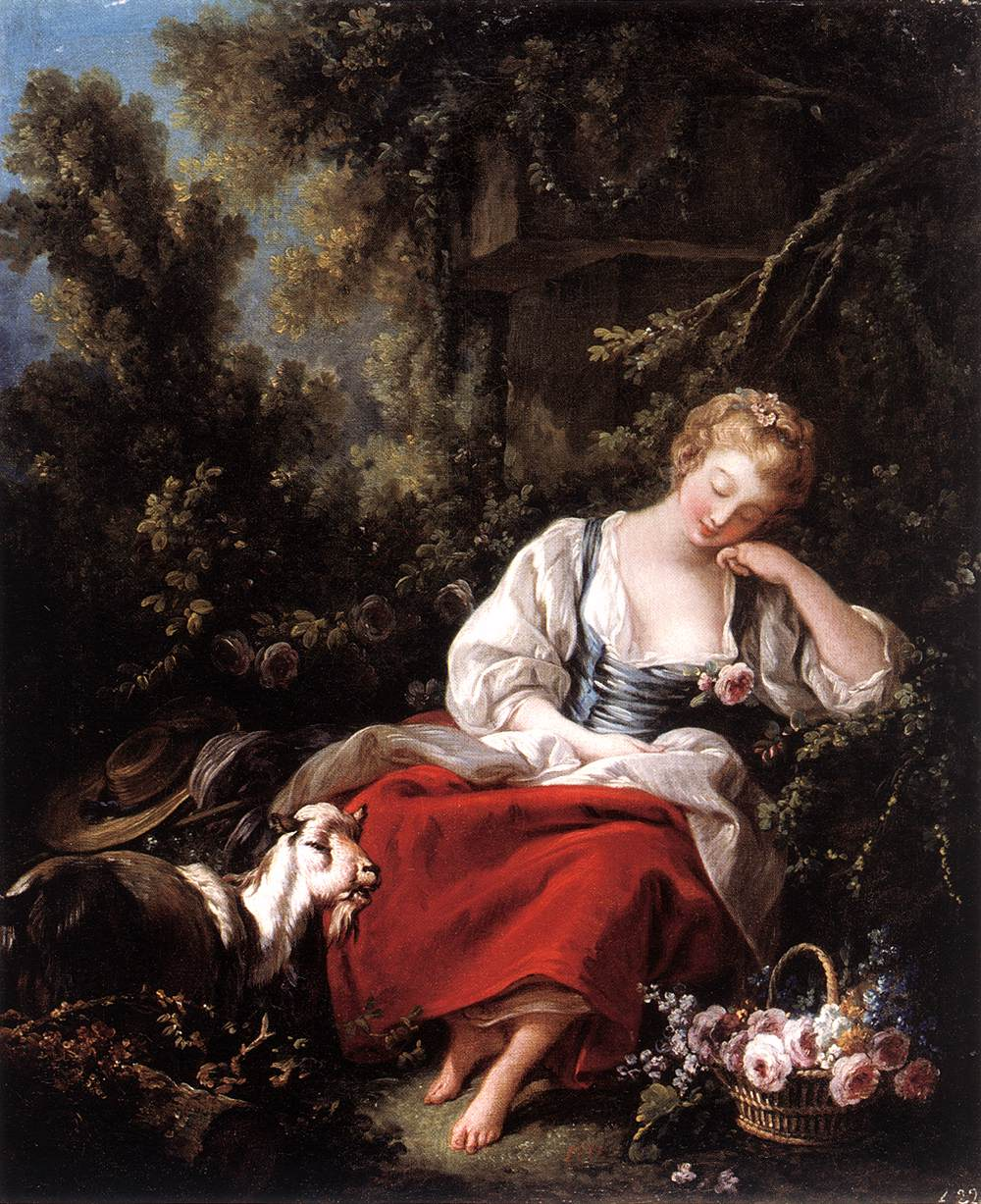
La Jardinière endormie (1762), collection particulière.
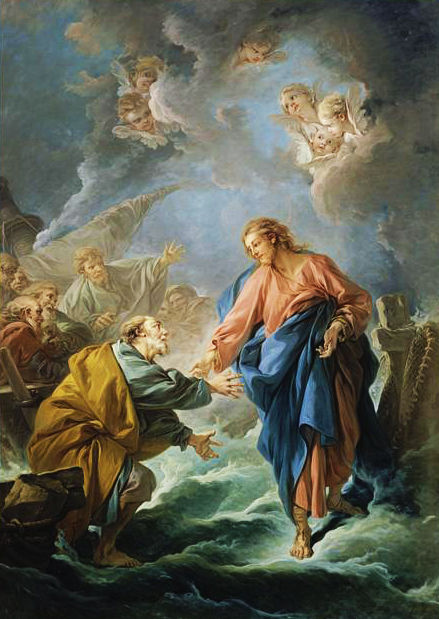
Saint Pierre tentant de marcher sur les eaux (1766), cathédrale Saint-Louis de Versailles.
Madame Bergeret (1766 ?), Washington, National Gallery of Art.

### Dessins, gravures et cartons de tapisserie
- 1721 : Vignettes de l’Histoire de France depuis l’établissement de la monarchie française dans les Gaules de Gabriel Daniel[6], gravées par Baquoy[1].
- 1722 : 119 des 351 planches des Figures des différents caractères de paysages et d’études dessinées d’après nature par Antoine Watteau, tirés des plus beaux cabinets de Paris (1726-1728)
- 1723-1727 : gravures des 130 pièces des Figures de différents caractères et les grandes planches de Watteau, pour Jullienne[6].
- Juillet et novembre 1731, livraison à Jullienne des gravures des Figures chinoises de Watteau[10].

- 1735 : 

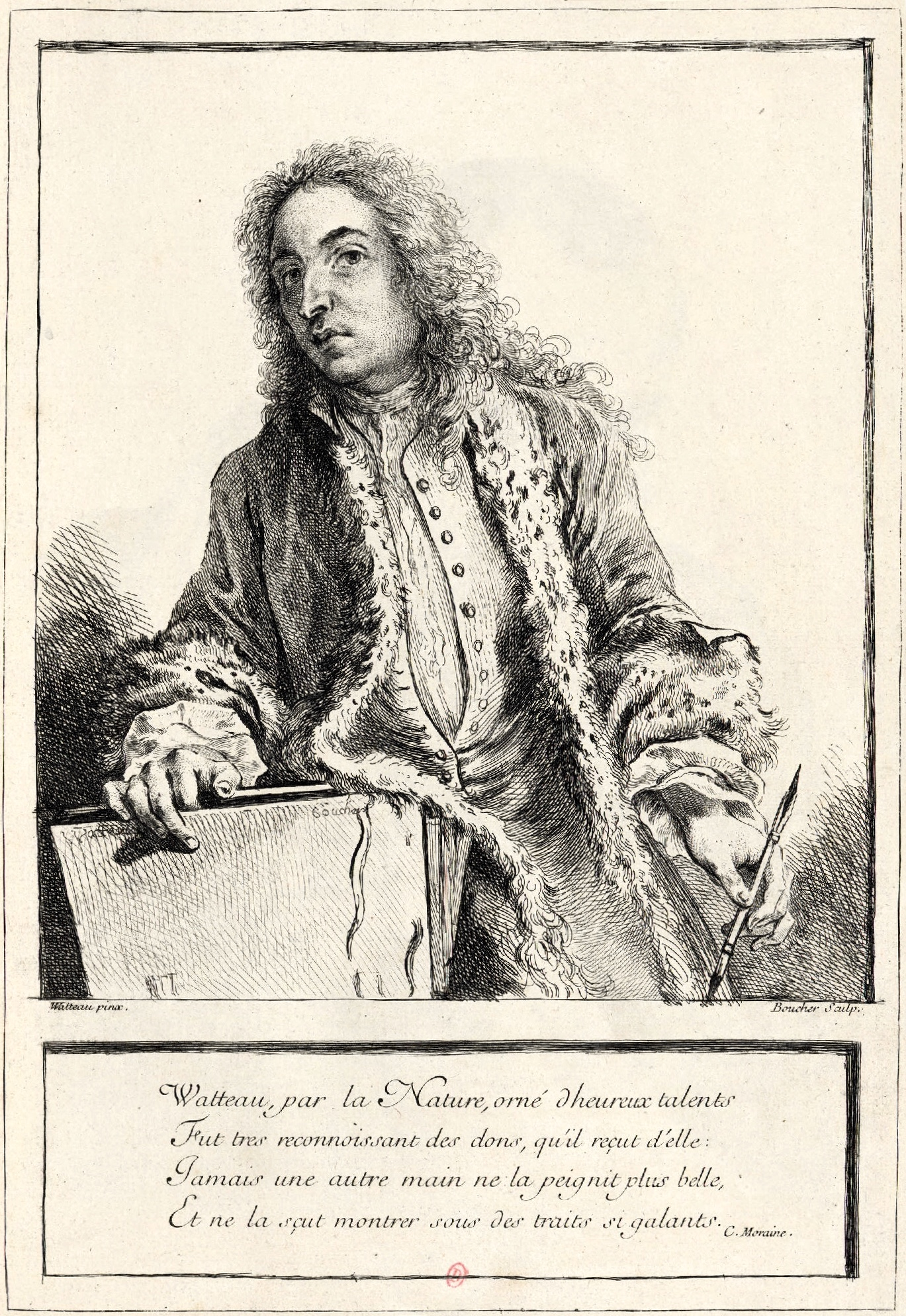
Portrait de Watteau pour les Figures de Jullienne (1726-1728).

  - vingt-et-un des 271 pièces de l’« œuvre gravé » d'Antoine Watteau
- Trente-trois de ses dessins, gravés par son ami Laurent Cars paraissent dans une édition de Molière.
  - Avril : Gravure par Michel Aubert, de la Vénus endormie, qu’il a peinte pour le chevalier de Laroque et Natoire signalée par le Mercure de France et quatre petits morceaux représentant des jeux de femmes et d’enfants intitulés les Quatre Saisons et représentant des jeux de femmes et d’enfants.
  - Juin gravures du recueil des Principes et études de dessin de Bloemaert[n 16].
- 1736 : cartons de tapisserie pour la Manufacture de Beauvais, dont la grande pièce gravée sous le titre de la Foire de village et désignée à Beauvais sous le titre de l’Opérateur ou de la Curiosité, puis la Diseuse de Bonne Aventure, la Halte de chasse et la Pêcheuse[15].
- Tête de Jeune femme en coiffe de dentelle, 1737, pierre noire et pastel.
- Tête d'oriental, dessin préparatoire, musée Magnin, Dijon.

Musée des Beaux-Arts d'Orléans:
- Deux bergers assis, une vieille femme, une tête de femme ; doublé ; au verso du montage, remploi d’un décor architectural, vers 1735, pierre noire et sanguine sur papier vergé,  28,7 x 17,8 cm[32].
- Groupe de cinq gentilshommes, vers 1734-1735, sanguine sur papier vergé crème, filet d’encre noire rapporté, 23,3 x 16,2 cm[33].
- Étude de tête de femme tournée vers la droite, vers 1760-1770, pierre noire et estompe, rehauts de craie blanche et de pastel noir sur papier autrefois bleu ; filet d’encre noire rapporté, 25,5 x 20,5 cm[34].
- Un génie ailé prie l’Abondance de verser ses trésors sur la France, vers 1748-1750, pierre noire, estompe, plume et encre brune sur papier vergé crème, filet d’encre noire rapporté, signé b.g. à la plume et encre brune : Boucher., 22,5 x 27,2 cm[35].

Beaux-Arts de Paris : 
- Deux Amours pêchant, pierre noire, rehauts de blanc sur papier bleu, H. 0,162 ; L. 0,214 m[37]. Ce dessin témoigne de la sensibilité de Boucher à l'œuvre de son maître François Lemoyne, notamment à la série des Amours jouant avec les attributs de Diane, de Mars et d'Hercule (collections particulières et Fogg Art Museum à Cambridge). Cependant, Boucher se distingue de sa facture par la représentation de ses figures aux visages pointus, où seuls les nez et les yeux sont représentés, ce type de recherche s'observe dans la Décollation de saint Jean-Baptiste du Département des Arts graphiques du musée du Louvre.
- Femme allongée vue de dos, dit Le Sommeil, pierre noire, sanguine et craie sur papier brun, H. 0,249 ; L. 0,425 m[38]. Ce dessin abîmé et fortement repris par la suite fut exécuté par le jeune Boucher dans les années décisives de 1720-1725. Sa familiarité avec l'œuvre de Watteau se ressent encore, Boucher avait gravé certains de ses dessins issus du premier tome des Figures de différents caractères.
- L'Assaut des Grecs contre Troie, pierre noire, plume et encre brune, lavis brun, quelques traces de gouache blanche, H. 0,288 ; L. 0,404 m[39]. Ce dessin porte une ancienne attribution à Sebastiano Ricci, ce qui s'explique par l'étude que Boucher fit des peintres vénitiens dans l'atelier de Lemoyne. Dans sa jeunesse il étudie également la peinture d'histoire de Charles Le Brun. Le dessin des Beaux-Arts est un témoignage des recherches de Boucher en tant qu'illustrateur de scènes historiques destinées à la publication. Il fait peut-être partie d'une série inachevée, destinée à illustrer des épisodes de la Guerre de Troie, tirés d'une version latine du récit d'Homère.
- Le Miracle de l'aveugle-né, plume et encre brune, lavis brun, lavis gris, lavis de sanguine et de vert sur esquisse à la sanguine, H. 0,232 ; L. 0,324 m[40]. De par sa technique, ce dessin peut être daté des années 1725-1727. Il illustre un passage de l'Évangile selon saint Jean, où Jésus dépose sur les yeux de l'aveugle son onguent. On connaît aujourd'hui huit compositions du même type que le dessin des Beaux-Arts, réparties dans différents musées et collections particulières. Parmi cette série, plusieurs feuilles traitent des épisodes de la vie du Christ, ce qui laisse supposer un projet commun destiné à des peintures ou à des estampes. La Nativité (sanguine, musée des Beaux-Arts de Budapest) en constituerait la première scène.
- La Naissance de Cyrus, dit aussi La Petite Chariclée confiée à un serviteur, sanguine, H. 0,238 ; L. 0,384 m[41]. Ce dessin correspond à une peinture connue en deux exemplaires, La Naissance de Méléagre (attribué à Michel-François Dandré-Bardon, musée des Beaux-Arts de Clermont-Ferrand) et Le jeune Pyrrhus (attribué à François Boucher, musée des Beaux-Arts de Rennes). L'identification de son iconographie et de son auteur pose donc problème. Cependant, l'attribution de ce dessin à Boucher est conservée, car plusieurs éléments font partie de son vocabulaire artistique dans les années précédant son départ pour Rome : silhouettes ondulantes, gestes un peu outrés et une certaine approximation de facture.
- Paysage avec quelques maisons, pierre noire, H. 0,222 ; L. 0,360 m[42]. On connaît peu de dessins de paysage des débuts de la carrière de Boucher. Il s'est familiarisé avec ce genre en copiant les maîtres et non en regardant la nature. Il réalisa des reproductions des paysages de Watteau dans les planches qu'il a gravées pour les Figures de différents caractères de Paysages et d'Etudes, recueil publié entre 1726 et 1728 par Jean de Jullienne. Mathias Polakovits considère le dessin des Beaux-Arts comme une étude exécutée d'après Abraham Bloemaert.
- Etude d'arbre, pierre noire, H. 0,399 ; L. 0,293 m[43]. Ce dessin représente un motif exécuté, soit d'après nature, soit plus vraisemblablement en atelier. Il ne semble pas préparatoire à un tableau précis, même si ce type d'arbre aux branches tordues apparaît fréquemment dans ses toiles exécutées entre 1730 et 1740.
- La Chute des anges rebelles, d'après Giuseppe Chiari, sanguine, H. 0,333 ; L. 0,274 m[44]. Ce dessin représente un fragment de la coupole exécutée en mosaïque par Conti d'après Giuseppe Chiari au plafond de la chapelle de la Présentation de la basilique Saint-Pierre à Rome. Il a été réalisé pendant le séjour romain de Boucher de 1728 à 1731. Un contre-épreuve à la sanguine (musée du Louvre), conservée parmi les dessins anonymes français du XVIIIe siècle, reproduit le dessin des Beaux-Arts dans le même sens et non inversé, ce qui laisse supposer une étape intermédiaire aujourd'hui perdue.
- Homme assis, les bras croisés, pierre noire, lavis d'encre de Chine, rehauts de craie blanche sur papier préparé beige rosé, H. 0,550 ; L. 0,378 m[45]. Ce dessin se situe dans la deuxième partie du séjour de François Boucher à Rome, dans le courant des années 1730 ou les premiers mois de 1731. La technique utilisée, rare dans son œuvre, illustre les recherches menées à Rome. Pendant son séjour Boucher réalisa plusieurs académies comme celle-ci.
- Hercule sur le bûcher, sanguine, H. 0,273 ; L. 0,178 m[46]. La facture de ce dessin invite à lui assigner une date antérieure à l'entrée de Boucher à l'Académie, vers 1730-1735. La manière allusive dont les doigts de la main droite et le pied gauche sont représentés est proche des dessins de jeunesse de l'artiste. Il ne correspond à aucune gravure aujourd'hui connue.
- Etude d'homme assis de face, sanguine, rehauts de craie blanche sur papier beige, H. 0,533 ; L. 0,383 m[47]. Ce dessin peut être daté d'environ 1735 par les arêtes saillantes des rochers sur lesquels l'homme est assis mais aussi par la technique utilisée par l'artiste. L'artiste a sans doute appliqué les principes énoncés par Charles Le Brun pour exprimer les passions, quelque cinquante ans plus tôt. L'étroite parenté entre le dessin des Beaux-Arts et la Femme portant un enfant de Charles Le Brun (Département des Arts graphiques du musée du Louvre), préparatoire au Martyre de saint Etienne, ne peut être due au hasard.
- Femme nue assise vue de dos et études de tête et de bras, attribué à François Boucher, sanguine avec rehauts de blanc, H. 0,263 ; L. 0,373 m[48]. L'étude de la tête de femme est à mettre en rapport avec un tableau perdu dont on connaît une estampe : Cérès endormie (E. Fessard d'après Boucher, musée du Louvre). Mais la femme assise vue de dos n'a à ce jour[Quand ?] pas été mise en relation avec une composition de Boucher. Son exécution s'accorde mal avec celle des feuilles sûres que l'on connaît pour cette période, les années 1730-1735.
- Projet de frontispice, pierre noire, lavis gris, repassé au stylet, H. 0,226 ; L. 0,186 m[49]. Il s'agit du projet pour un ouvrage à la gloire du prince Eugène. Une estampe reproduisant le dessin a été publiée en frontispice d'un livre paru à Londres vers 1736-1737 : The Military History of the Late Prince Eugene of Savoy. On connaît une seconde utilisation du dessin de Boucher pour la gravure de L. Lempereur Monarque des français tes vertus et ta gloire brilleront pour jamais au temple des mémoires (Bibliothèque nationale de France, Paris). L'un des médaillons présente le portrait de Louis XV et l'autre les armes de France.
- Projet d'un frontispice : groupe d'enfants autour d'une draperie, pierre noire, plume, encre brune et lavis brun, H. 0,278 ; L. 0,193 m[50]. Ce dessin correspond à une estampe de Pierre Aveline, reproduite dans le catalogue de P. Jean-Richard. Il s'agit du frontispice du Premier Livre de Groupes d'Enfans par F. Boucher, Peintre du Roi. Ce dessin est daté entre 1735 et 1740.
- Rocaille, pierre noire sur papier brun, H. 0,491 ; L. 0,248 m[51]. Ce dessin est préparatoire à l'eau-forte exécutée par Claude Duflos le jeune et porte le titre emblématique pour le Rococo de Rocaille. Cette gravure fait partie d'une série de six planches proposant de Nouveaux Morceaux pour des paravants [sic], et exécutées pour l'une d'entre elles par Cochin fils et cinq autres par Claude Duflos. Le titre de la suite fut terminé au mois de février 1737. Le dessin des Beaux-Arts présente une collection de coquilles, de branches de corail posées sur un piédestal, une fontaine et une pyramide, entourées d'un palmier et d'un pin parasol qui donnent à la composition une autre dimension. Ces éléments associent le monde du collectionneur à un univers imaginaire constitué de la Rome antique et baroque.
- Etude d'homme allongé, un coude appuyé sur le sol, pierre noire et estompe, lavis d'encre de Chine, rehauts de blanc, quelques traces de sanguine, sur papier beige, H. 0,405 ; L. 0,528 m[52]. Cette académie fait partie de celles fournies par Boucher à ses élèves quand il occupait le poste de professeur à l'Académie royale de peinture et de sculpture. Elle date de 1739 et présente quelques similitudes avec des figures peintes dans des tableaux mythologiques contemporains, notamment la figure de Mercure dans l'Education de l'Amour (County Museum of Art à Los Angeles).
- Nessus agonisant donnant sa tunique empoisonnée à Déjanire, pierre noire avec rehauts de blanc, H. 0,297 ; L. 0,363 m[53]. Cette feuille est à rapprocher d'un groupe de dessins relatifs à des dessus-de-porte de l'hôtel Mazarin et acquis ultérieurement par le compte de Tessin, grand admirateur de Boucher. La duchesse de Mazarin a habité cet hôtel entre 1736 et 1742, la date des travaux est donc certaine.
- Paysage avec pigeonnier, pierre noire, H. 0,166 ; L. 0,223 m[54]. Ce paysage a été reproduit par Pierre-François Basan dans une estampe sans titre, dont on ne connaît pas la date de publication. L'estampe se présente dans le sens inverse du dessin, ce qui suggère que le dessin soit une étude préparatoire. Il est sans doute daté autour de 1740, courte période où Boucher réalise des paysages basés sur l'exactitude de son observation en s'abstenant de volubilité décorative.
- Diane endormie, sanguine et rehauts de craie sur papier brunâtre, H. 0,232 ; L. 0,378 m[55]. Ce dessin ne semble pas avoir servi de préparation à un tableau, ni de modèle à une gravure. Malgré tout, on peut le dater autour de 1740. C'est durant cette période que Boucher a le plus fréquemment choisi des sujets en rapport avec l'histoire de Diane tel que Diane sortant du bain (musée du Louvre).
- Décor de théâtre pour une salle du trône, attribué à François Boucher, sanguine brûlée, H. 0,207 ; L. 0,240 m[56]. Au verso : variante du même motif à la sanguine brûlée. Ce dessin représente la partie centrale d'une salle de trône conçue pour un décor de théâtre. L'attribution de sa conception à Boucher se trouve confirmée dans l'activité du Premier peintre du roi comme décorateur de représentations d'opéras entre 1737 et 1766.
- Homme endormi, tête appuyée sur les mains, pierre noire, craie sur papier brun clair, H. 0,167 ; L. 0,245 m[57]. On peut mettre ce dessin en rapport avec Un triton (dessin, The Art Institute of Chicago) et le tableau Le Lever du soleil (Wallace Collection, Londres). Mais il est difficile de savoir à quel objet répond l'œuvre des Beaux-Arts. Il s'agit sans doute d'une étude non aboutie, que Boucher décida de ne pas réutiliser dans une peinture.
- Tête d'homme de profil, sanguine et quelques traits de craie sur papier brun clair, H. 0,194 ; L. 0,194 m[58]. Ce dessin ressemble, mais inversé, à un autre dessin de Boucher, Triton (collection particulière, New York). Ce Triton est une étude pour la figure faisant office de palefrenier dans Le Coucher du Soleil de 1753 (Wallace Collection, Londres). Il est possible que le dessin des Beaux-Arts soit un objet destiné à la vente, pour répondre à la demande pressante des collectionneurs de dessins au XVIIIe siècle. L'usage de la sanguine et de la craie produit un résultat d'une séduction plus immédiate qu'une étude à la pierre noire, ce qui renforce cette présomption.
- Projet pour un frontispice : allégorie de l'amitié, sanguine et lavis brun, H. 0,260 ; L. 0,151 m[59]. Ce dessin est à rapprocher d'autres études où l'artiste n'a recours qu'au lavis brun sur une légère esquisse à la pierre noire ou à la sanguine. Elles sont le plus souvent à mettre en relation avec des frontispices gravés, comme c'est le cas de l'Esquisse d'un tombeau conservée à l'Albertina à Vienne, préparatoire pour la version gravée par François-Philippe Charpentier. Le dessin des Beaux-Arts est vraisemblablement préparatoire pour une estampe inconnue à ce jour[Quand ?]. On peut le rapprocher par le thème et certaines similitudes stylistiques de la gravure de Gilles Demarteau Autel de l'Amitié (musée du Louvre).
- Tête de vieillard, le profil à droite, sanguine, H. 0,440 ; L. 0,306 m[60]. Ce dessin est à mettre en rapport avec un tableau signé et daté de 1765, La Halte ou Le Départ pour le marché (Museum of Fine Arts, Boston). Il correspond à la tête du vieux paysan qui sert les paniers contre son corps à gauche de la composition. Il pourrait s'agir ici d'une œuvre exécutée d'après le tableau et destinée à la vente, plutôt qu'une étude préparatoire. Gilles Demarteau a tiré de cette tête d'homme âgé une estampe en manière de sanguine (Bibliothèque nationale de France, Paris).
- Homme drapé, pieds nus, devant un groupe de personnages d'après Diogène et son écuelle par Salvator Rosa, sanguine brûlée, H. 0,279 ; L. 0,198 m[61]. L'artiste s'inspire de la célèbre composition de Salvator Rosa, Diogène et son écuelle (Statens Museum for Kunst, Copenhague) qu'il a peut-être observée lors de son séjour en Italie. Mais il est plus vraisemblable que l'estampe gravée à l'eau-forte entre 1661 et 1662 lui ait servi de modèle (Victoria and Albert Museum, Londres).
- Deux têtes d'hommes, pierre noire et craie sur papier autrefois bleu, H. 0,225 ; L. 0,263 m[62]. Cette étude de deux têtes d'hommes doit être mise en relation avec l'un des rares tableaux d'église peints par Boucher, le Saint Pierre tentant de marcher sur les eaux (1766, cathédrale de Versailles).
- Projet de candélabre, pierre noire, lavis d'encre de Chine et rehauts de craie blanche sur papier préparé bleu. H. 0,314 ; L. 0,196 m[63]. Beaux-Arts de Paris. Ce groupe de statues féminines soutenant des brûle-parfums reflète bien l'art dansant de Boucher. Le canon élancé des figures, les visages à peine esquissés et les drapés saisis dans le mouvement sont caractéristiques de l'artiste[64].